# 2020年夏季奧林匹克運動會獎牌得主
2020年夏季奥林匹克运动会於2021年7月23日至8月8日在日本東京舉行，本條目列出各項目的獎牌得主。由於2019冠状病毒病疫情在全球嚴重擴散，本屆賽事為史上首屆延期舉行的奧運。
| 目錄 |
| 1. 射箭 2. 花式游泳 3. 田徑 4. 羽毛球 5. 棒球 6. 籃球 7. 拳擊 8. 輕艇 9. 自行車 10. 跳水 11. 馬術 12. 擊劍 13. 曲棍球 14. 足球 15. 高爾夫 16. 體操 17. 手球 18. 柔道 19. 空手道 20. 現代五項 21. 划船 22. 七人制橄欖球 23. 帆船 24. 射擊 25. 滑板 26. 攀登 27. 壘球 28. 衝浪 29. 游泳 30. 桌球 31. 跆拳道 32. 網球 33. 鐵人三項 34. 排球 35. 水球 36. 舉重 37. 角力 |

## 射箭
| 項目              | 金牌                                   | 银牌                                                                                    | 铜牌                                                    |
| 男子個人 （詳細） | 梅特·加佐茲 · 土耳其（TUR）            | 毛罗·内斯波利 · 意大利（ITA）                                                           | 古川高晴 · 日本（JPN）                                  |
| 男子團體 （詳細） | 韩国（KOR） · 金優鎮 · 吳真爀 · 金濟德 | 中华台北（TPE） · 鄧宇成 · 湯智鈞 · 魏均珩                                              | 日本（JPN） · 古川高晴 · 河田悠希 · 武藤弘樹            |
| 女子個人 （詳細） | 安山 · 韩国（KOR）                     | 葉連娜·奧西波娃 · 俄罗斯奥林匹克委员会（ROC）                                           | 露西拉·博阿里 · 意大利（ITA）                           |
| 女子團體 （詳細） | 韩国（KOR） · 安山 · 張珉喜 · 姜彩荣   | 俄罗斯奥林匹克委员会（ROC） · 斯韋特蘭娜·戈姆博耶娃 · 葉連娜·奧西波娃 · 克谢尼娅·佩罗娃 | 德国（GER） · 米歇爾·克羅彭 · 夏琳·施瓦茨 · 莉萨·翁鲁   |
| 混合團體 （詳細） | 韩国（KOR） · 金濟德 · 安山            | 荷兰（NED） · 史蒂夫·韋勒 · 加布麗埃拉·施魯塞爾                                         | 墨西哥（MEX） · 路易斯·阿爾瓦雷斯 · 亚历杭德拉·瓦伦西亚 |

## 花式游泳
| 項目         | 金牌 | 银牌                                                                            | 铜牌 |
| 雙人（詳細） | 俄罗斯奥林匹克委员会（ROC） · 斯韦特兰娜·科列斯尼琴科 · 斯韋特蘭娜·羅馬絲娜 | 中国（CHN） · 黄雪辰 · 孙文雁                                                   | 乌克兰（UKR） · 瑪塔·菲迪娜 · 阿纳斯塔西娅·萨夫丘克 |
| 團體（詳細） | 俄罗斯奥林匹克委员会（ROC） · 弗拉达·奇吉列娃 · 玛丽娜·戈利亚德金娜 · 斯韦特兰娜·科列斯尼琴科 · 波利娜·科马尔 · 亚历山德拉·帕茨克维奇 · 斯韋特蘭娜·羅馬絲娜 · 阿拉·希什金娜 · 玛丽亚·舒罗奇金娜 | 中国（CHN） · 冯雨 · 呙俐 · 黄雪辰 · 梁馨枰 · 孙文雁 · 王芊懿 · 肖雁宁 · 尹成昕 | 乌克兰（UKR） · 玛丽娜·阿列克西耶娃 · 弗拉季斯拉娃·阿列克西耶娃 · 瑪塔·菲迪娜 · 卡捷琳娜·列兹尼克 · 阿纳斯塔西娅·萨夫丘克 · 阿林娜·申卡连科 · 克谢尼娅·西多连科 · 伊丽莎白·亚赫诺 |

## 田徑

### 男子
| 項目                    | 金牌 | 金牌          | 银牌                                                                                           | 银牌       | 铜牌                                                                            | 铜牌        |
| 100公尺 （詳細）        | 马塞尔·雅各布斯 · 意大利（ITA）                                                                                            | 9.80 AR       | 弗雷德·克利 · 美国（USA）                                                                      | 9.84 PB    | 安德烈·德格拉塞 · 加拿大（CAN）                                                 | 9.89 PB     |
| 200公尺 （詳細）        | 安德烈·德格拉塞 · 加拿大（CAN）                                                                                            | 19.62 NR      | 肯尼斯·貝德納雷克 · 美国（USA）                                                                | 19.68 PB   | 諾亞·萊爾斯 · 美国（USA）                                                       | 19.74 =SB   |
| 400公尺 （詳細）        | 史蒂文·加德纳 · 巴哈马（BAH）                                                                                              | 43.85 SB      | 安东尼·桑布拉诺 · 哥伦比亚（COL）                                                              | 44.08      | 基拉尼·詹姆斯 · 格林纳达（GRN）                                                 | 44.19       |
| 800公尺 （詳細）        | 埃馬紐埃爾·科里爾 · （KEN）                                                                                                | 1:45.06       | 费古森·切鲁伊约特·罗提奇 · （KEN）                                                             | 1:45.23    | 帕特里克·多貝克 · 波兰（POL）                                                   | 1:45.39     |
| 1500公尺 （詳細）       | 雅各布·英厄布里格森 · 挪威（NOR）                                                                                          | 3:28.32 OR AR | 蒂莫西·切鲁伊约特 · （KEN）                                                                    | 3:29.01    | 约什·克尔 · 英国（GBR）                                                         | 3:29.05 PB  |
| 5000公尺 （詳細）       | 约书亚·切普特盖 · 乌干达（UGA）                                                                                            | 12:58.15      | 穆罕默德·艾哈迈德 · 加拿大（CAN）                                                              | 12:58.61   | 保罗·切里莫 · 美国（USA）                                                       | 12:59.05 PB |
| 10,000公尺 （詳細）     | 塞勒蒙·巴雷加 · 埃塞俄比亚（ETH）                                                                                          | 27:43.22      | 约书亚·切普特盖 · 乌干达（UGA）                                                                | 27:43.63   | 雅各布·基普利莫 · 乌干达（UGA）                                                 | 27:43.88    |
|                         | |               |                                                                                                |            |                                                                                 |             |
| 110公尺跨欄 （詳細）    | 瀚思勒·帕克門特 · 牙买加（JAM）                                                                                            | 13.04 SB      | 格兰特·霍洛威 · 美国（USA）                                                                    | 13.09      | 羅納德·萊維 · 牙买加（JAM）                                                     | 13.10       |
| 400公尺跨欄 （詳細）    | 卡斯滕·瓦霍尔姆 · 挪威（NOR）                                                                                              | 45.94 WR      | 莱伊·本杰明 · 美国（USA）                                                                      | 46.17 AR   | 埃里森·多斯·桑托斯 · 巴西（BRA）                                                | 46.72 AR    |
| 3000公尺障礙賽 （詳細） | 苏菲恩·埃尔·巴卡利 · 摩洛哥（MAR）                                                                                         | 8:08.90       | 拉梅查·吉爾馬 · 埃塞俄比亚（ETH）                                                              | 8:10.38    | 本傑明·基根 · （KEN）                                                           | 8:11.45     |
|                         | |               |                                                                                                |            |                                                                                 |             |
| 4×100公尺接力 （詳細）  | 意大利（ITA） · 洛伦佐·帕塔 · 马塞尔·雅各布斯 · 埃塞奥萨·德萨卢 · 菲利波·托尔图                                            | 37.50 NR      | 加拿大（CAN） · 亚伦·布朗 · 約羅姆·布萊克 · 布兰顿·罗德尼 · 安德烈·德格拉塞                    | 37.70 SB   | 中国（CHN） · 汤星强 · 谢震业 · 苏炳添 · 吴智强                                 | 37.79 NR    |
| 4×400公尺接力 （詳細）  | 美国（USA） · 迈克尔·彻里 · 迈克尔·诺曼 · 布莱斯·戴蒙 · 莱伊·本杰明 · 特雷弗·斯圖爾特[a] · 蘭道夫·羅斯[a] · 弗农·诺伍德[a] | 2:55.70 SB    | 荷兰（NED） · 利馬芬·博內法夏 · 特倫斯·阿加德 · 托尼·范迪彭 · 拉姆賽·安赫拉 · 約赫姆·多貝爾[a] | 2:57.18 NR | 博茨瓦纳（BOT） · 伊萨克·马夸拉 · 巴博洛基·特贝 · 齊巴內·恩戈齊 · 巴亞波·恩多里 | 2:57.27 AR  |
|                         | |               |                                                                                                |            |                                                                                 |             |
| 馬拉松 （詳細）         | 埃利乌德·基普乔格 · （KEN）                                                                                                | 2:08:38       | 阿卜迪·纳格耶 · 荷兰（NED）                                                                    | 2:09:58    | 巴希尔·阿卜迪 · 比利时（BEL）                                                   | 2:10:00     |
| 20公里競走 （詳細）     | 馬西莫·斯塔諾 · 意大利（ITA）                                                                                              | 1:21:05       | 池田向希 · 日本（JPN）                                                                         | 1:21:14    | 山西利和 · 日本（JPN）                                                          | 1:21:28     |
| 50公里競走 （詳細）     | 達維德·托馬拉 · 波兰（POL）                                                                                                | 3:50:08       | 約納坦·希爾伯特 · 德国（GER）                                                                  | 3:50:44    | 埃文·邓菲 · 加拿大（CAN）                                                       | 3:50:59 SB  |
|                         | |               |                                                                                                |            |                                                                                 |             |
| 跳遠 （詳細）           | 米尔蒂亚季斯·滕托格卢 · 希腊（GRE）                                                                                        | 8.41米        | 胡安·米格尔·艾切瓦利亚 · 古巴（CUB）                                                           | 8.41米     | 迈克尔·马索 · 古巴（CUB）                                                       | 8.21米      |
| 三級跳遠 （詳細）       | 佩德罗·巴勃罗·皮查多 · 葡萄牙（POR）                                                                                       | 17.98米 NR    | 朱亚明 · 中国（CHN）                                                                           | 17.57米 PB | 于格·法布里斯·赞戈 · 布基纳法索（BUR）                                          | 17.47米     |
| 跳高 （詳細）           | 吉安马科·坦贝里 · 意大利（ITA）穆塔茲·伊薩·巴希姆 · （QAT）                                                                | 2.37米 SB     | 未頒發                                                                                         | 未頒發     | 马克西姆·涅达谢卡夫 · 白俄罗斯（BLR）                                           | 2.37米 =NR  |
| 撐竿跳高 （詳細）       | 阿曼德·杜普兰蒂斯 · 瑞典（SWE）                                                                                            | 6.02米        | 克里斯·尼爾森 · 美国（USA）                                                                    | 5.97米 PB  | 蒂亚戈·布拉兹 · 巴西（BRA）                                                     | 5.87米 SB   |
| 鉛球 （詳細）           | 瑞安·克劳泽 · 美国（USA）                                                                                                  | 23.30米 OR    | 乔·科瓦奇 · 美国（USA）                                                                        | 22.65米    | 托马斯·沃尔什 · 新西兰（NZL）                                                   | 22.47米 SB  |
| 鐵餅 （詳細）           | 丹尼尔·斯托尔 · 瑞典（SWE）                                                                                                | 68.90米       | 西蒙·彼得松 · 瑞典（SWE）                                                                      | 67.39米    | 卢卡斯·魏斯海丁格 · 奥地利（AUT）                                               | 67.07米     |
| 鏈球 （詳細）           | 沃伊切赫·诺维茨基 · 波兰（POL）                                                                                            | 82.52米 PB    | 埃溫·亨里克森 · 挪威（NOR）                                                                    | 81.58米 NR | 帕维乌·法伊德克 · 波兰（POL）                                                   | 81.53米     |
| 標槍 （詳細）           | 尼拉吉·秋普拉 · 印度（IND）                                                                                                | 87.58米       | 亚库布·瓦德莱赫 · 捷克（CZE）                                                                  | 86.67米 SB | 维捷斯拉夫·维斯利 · 捷克（CZE）                                                 | 85.44米 SB  |
|                         | |               |                                                                                                |            |                                                                                 |             |
| 十項全能 （詳細）       | 达米安·华纳 · 加拿大（CAN）                                                                                                | 9018分 OR NR  | 凯文·马耶尔 · 法国（FRA）                                                                      | 8726分 SB  | 阿什利·莫洛尼 · （AUS）                                                         | 8649分 AR   |

a  該運動員雖僅參加非決賽賽事，但仍獲得獎牌

### 女子
| 項目                    | 金牌 | 金牌       | 银牌 | 银牌       | 铜牌 | 铜牌       |
| 100公尺 （詳細）        | 伊莱恩·汤普森 · 牙买加（JAM） | 10.61 OR   | 谢莉-安·弗雷泽 · 牙买加（JAM） | 10.74      | 谢瑞卡·杰克逊 · 牙买加（JAM） | 10.76 PB   |
| 200公尺 （詳細）        | 伊莱恩·汤普森 · 牙买加（JAM） | 21.53 NR   | 克麗斯汀·姆博馬 · 纳米比亚（NAM） | 21.81 WJR  | 加布里埃爾·托馬斯 · 美国（USA） | 21.87      |
| 400公尺 （詳細）        | 肖娜·米勒-尤伊伯 · 巴哈马（BAH） | 48.36 AR   | 瑪麗蕾迪·保利諾 · （DOM） | 49.20 NR   | 艾丽森·菲利克斯 · 美国（USA） | 49.46 SB   |
| 800公尺 （詳細）        | 阿辛·穆 · 美国（USA） | 1:55.21 NR | 姬莉·霍金森 · 英国（GBR） | 1:55.88 NR | 蕾文·罗杰斯 · 美国（USA） | 1:56.81 PB |
| 1500公尺 （詳細）       | 菲斯·基皮耶贡 · （KEN） | 3:53.11 OR | 劳拉·缪尔 · 英国（GBR） | 3:54.50 NR | 西凡·哈桑 · 荷兰（NED） | 3:55.86    |
| 5000公尺 （詳細）       | 西凡·哈桑 · 荷兰（NED） | 14:36.79   | 海伦·奥桑多·奥比里 · （KEN） | 14:38.36   | 古达夫·特塞盖 · 埃塞俄比亚（ETH）                                                                                                  | 14:38.87   |
| 10,000公尺 （詳細）     | 西凡·哈桑 · 荷兰（NED） | 29:55.32   | 卡尔基丹·格扎赫涅 · 巴林（BRN） | 29:56.18   | 莱特森贝特·吉迪 · 埃塞俄比亚（ETH）                                                                                                | 30:01.72   |
|                         | |            | |            | |            |
| 100公尺跨欄 （詳細）    | 贾丝明·卡马乔-奎恩 · 波多黎各（PUR） | 12.37      | 肯德拉·哈里森 · 美国（USA） | 12.52      | 梅根·塔佩尔 · 牙买加（JAM） | 12.55      |
| 400公尺跨欄 （詳細）    | 悉妮·麦克劳克林 · 美国（USA） | 51.46 WR   | 达莉拉·穆罕默德 · 美国（USA） | 51.58 PB   | 費姆克·博爾 · 荷兰（NED） | 52.03 AR   |
| 3000公尺障礙賽 （詳細） | 佩露絲·切穆泰 · 乌干达（UGA） | 9:01.45 NR | 寇特妮·弗雷里希斯 · 美国（USA） | 9:04.79 SB | 海文·杰克莫伊 · （KEN） | 9:05.39    |
|                         | |            | |            | |            |
| 4×100公尺接力 （詳細）  | 牙买加（JAM） · 布莉安娜·威廉姆斯 · 伊莱恩·汤普森 · 谢莉-安·弗雷泽 · 谢瑞卡·杰克逊 · 娜塔莎·莫里森[b] · 雷蒙娜·伯切爾[b]                            | 41.02 NR   | 美国（USA） · 賈維安·奧利弗 · 泰安娜·丹尼爾斯 · 詹娜·普蘭蒂尼 · 加布里埃爾·托馬斯 · 英格利希·加德纳[b] · 阿萊婭·霍布斯[b]               | 41.45 SB   | 英国（GBR） · 亚莎·菲利普 · 伊曼妮-拉拉·蘭斯科特 · 迪娜·阿舍-史密斯 · 达里尔·内塔                                                  | 41.88      |
| 4×400公尺接力 （詳細）  | 美国（USA） · 悉妮·麦克劳克林 · 艾丽森·菲利克斯 · 达莉拉·穆罕默德 · 阿辛·穆 · 凱琳·惠特尼[b] · 韋德琳·尤納塔斯[b] · 肯達爾·埃利斯[b] · 林娜·厄比[b] | 3:16.85 SB | 波兰（POL） · 娜塔莉亞·卡奇馬雷克 · 伊加·鲍姆加特-维坦 · 马乌戈热塔·霍武布-科瓦利克 · 尤斯蒂娜·希温蒂-埃尔塞蒂茨 · 安娜·凯乌巴辛斯卡[b] | 3:20.53 NR | 牙买加（JAM） · 羅內莎·麥克格雷格 · 詹妮維·羅素 · 谢瑞卡·杰克逊 · 坎迪斯·麥克勞德 · 朱奈爾·布羅姆菲爾德[b] · 史黛西-安·威廉姆斯[b] | 3:21.24 SB |
|                         | |            | |            | |            |
| 馬拉松 （詳細）         | 佩雷斯·杰普契奇尔 · （KEN） | 2:27:20 SB | 布里吉德·科斯蓋 · （KEN） | 2:27:36 SB | 莫莉·塞德爾 · 美国（USA） | 2:27:46 SB |
| 20公里競走 （詳細）     | 安东内拉·帕尔米萨诺 · 意大利（ITA） | 1:29:12    | 桑德拉·阿雷納斯 · 哥伦比亚（COL） | 1:29:37    | 刘虹 · 中国（CHN） | 1:29:57    |
|                         | |            | |            | |            |
| 跳遠 （詳細）           | 玛莱卡·米哈姆博 · 德国（GER） | 7.00米 SB  | 布莉妮·瑞絲 · 美国（USA） | 6.97米     | 埃塞·布鲁梅 · 尼日利亚（NGR） | 6.97米     |
| 三級跳遠 （詳細）       | 尤利马尔·罗哈斯 · 委内瑞拉（VEN） | 15.67米 WR | 帕特里西亚·马蒙娜 · 葡萄牙（POR） | 15.01米 NR | 安娜·佩莱泰罗 · 西班牙（ESP） | 14.87米 NR |
| 跳高 （詳細）           | 玛丽亚·拉斯兹柯内 · 俄罗斯奥林匹克委员会（ROC） | 2.04米 SB  | 尼古拉·麦克德莫特 · （AUS） | 2.02米 AR  | 雅罗斯拉娃·马胡奇赫 · 乌克兰（UKR）                                                                                                | 2.00米     |
| 撐竿跳高 （詳細）       | 凱蒂·奈格奧特 · 美国（USA） | 4.90米     | 安热莉卡·西多罗娃 · 俄罗斯奥林匹克委员会（ROC）                                                                                         | 4.85米     | 霍莉·布莱德肖 · 英国（GBR） | 4.85米     |
| 鉛球 （詳細）           | 巩立姣 · 中国（CHN） | 20.58米 PB | 瑞雯·桑德斯 · 美国（USA） | 19.79米    | 華娜莉·阿當絲 · 新西兰（NZL） | 19.62米    |
| 鐵餅 （詳細）           | 瓦拉里·奥尔曼 · 美国（USA） | 68.98米    | 克丽斯廷·普登茨 · 德国（GER） | 66.86米 PB | 亚伊梅·佩雷斯 · 古巴（CUB） | 65.72米    |
| 鏈球 （詳細）           | 安妮塔·沃達爾奇克 · 波兰（POL） | 78.48米 SB | 王峥 · 中国（CHN） | 77.03米 SB | 玛尔维娜·科普龙 · 波兰（POL） | 75.49米 SB |
| 標槍 （詳細）           | 刘诗颖 · 中国（CHN） | 66.34米 SB | 瑪麗亞·安德雷奇克 · 波兰（POL） | 64.61米    | 凯尔希-李·巴伯 · （AUS） | 64.56米 SB |
|                         | |            | |            | |            |
| 七項全能 （詳細）       | 纳菲萨图·蒂亚姆 · 比利时（BEL） | 6791分 SB  | 艾纽克·费特尔 · 荷兰（NED） | 6689分 NR  | 艾瑪·奧斯特韋赫爾 · 荷兰（NED） | 6590分 PB  |

b  該運動員雖僅參加非決賽賽事，但仍獲得獎牌

### 混合
| 項目                   | 金牌 | 金牌          | 银牌 | 银牌       | 铜牌 | 铜牌    |
| 4×400公尺接力 （詳細） | 波兰（POL） · 卡耶坦·杜申斯基 · 娜塔莉亞·卡奇馬雷克 · 尤斯蒂娜·希温蒂-埃尔塞蒂茨 · 卡羅爾·扎萊夫斯基 · 達留什·科瓦盧克[c] · 伊加·鲍姆加特-维坦[c] · 马乌戈热塔·霍武布-科瓦利克[c] | 3:09.87 OR AR | （DOM） · 利迪奧·安德烈斯·費利斯 · 瑪麗蕾迪·保利諾 · 安娜貝爾·梅迪納·本圖拉 · 亞歷山大·奧甘多 · 盧奎林·桑托斯[c] | 3:10.21 NR | 美国（USA） · 肯達爾·埃利斯 · 弗农·诺伍德 · 特雷弗·斯圖爾特 · 凱琳·惠特尼 · 伊利亞·戈德溫[c] · 林娜·厄比[c] · 泰勒·曼森[c] · 布萊斯·戴蒙[c] | 3:10.22 |

c  該運動員雖僅參加非決賽賽事，但仍獲得獎牌

## 羽毛球
| 項目              | 金牌                                                  | 银牌                          | 铜牌                              |
| 男子單打 （詳細） | 維克托·阿薩爾森 · 丹麦（DEN）                         | 諶龍 · 中国（CHN）            | 安東尼·金廷 · 印度尼西亚（INA）   |
| 女子單打 （詳細） | 陳雨菲 · 中国（CHN）                                  | 戴資穎 · 中华台北（TPE）      | 普薩拉·文卡塔·辛度 · 印度（IND）  |
| 男子雙打 （詳細） | 中华台北（TPE） · 李洋 · 王齊麟                       | 中国（CHN） · 李俊慧 · 劉雨辰 | 马来西亚（MAS） · 謝定峰 · 蘇偉譯 |
| 女子雙打 （詳細） | 印度尼西亚（INA） · 格雷西娅·波利 · 阿普里亚尼·拉哈育 | 中国（CHN） · 陈清晨 · 贾一凡 | 韩国（KOR） · 金昭映 · 孔熙容     |
| 混合雙打 （詳細） | 中国（CHN） · 王懿律 · 黃東萍                         | 中国（CHN） · 鄭思維 · 黃雅瓊 | 日本（JPN） · 渡邊勇大 · 東野有紗 |

## 棒球
| 項目 | 金牌 | 银牌 | 铜牌 |
| 棒球 | 日本（JPN） · 青柳晃洋 · 岩崎優 · 森下暢仁 · 伊藤大海 · 山本由伸 · 田中將大 · 山崎康晃 · 栗林良吏 · 大野雄大 · 千賀滉大 · 平良海馬 · 梅野隆太郎 · 甲斐拓也 · 山田哲人 · 源田壯亮 · 淺村榮斗 · 菊池涼介 · 坂本勇人 · 村上宗隆 · 近藤健介 · 柳田悠岐 · 栗原陵矢 · 吉田正尚 · 鈴木誠也 | 美国（USA） · 沙恩·巴茲 · Anthony Carter · 布蘭登·狄克森 · Anthony Gose · 艾德溫·傑克森 · 史考特·卡茲米爾 · 尼克·馬丁尼茲 · 斯科特·麥高夫 · 大衛·羅伯森 · Joe Ryan · Ryder Ryan · Simeon Woods Richardson · Tim Federowicz · Mark Kolozsvary · Nick Allen · 埃迪·阿尔瓦雷斯 · Triston Casas · 陶德·弗雷澤 · Jamie Westbrook · 泰勒·奧斯汀 · Eric Filia · Patrick Kivlehan · Jack López · 布巴·史達林 | （DOM） · Darío Álvarez · Gabriel Arias · Jairo Asencio · Luis Felipe Castillo · Jumbo Díaz · Junior García · Jhan Mariñez · Cristopher Mercedes · Denyi Reyes · Ramón Rosso · 安潔兒·桑切斯 · Raúl Valdés · Roldani Baldwin · Charlie Valerio · 荷西·包提斯塔 · Juan Francisco · Jeison Guzmán · Erick Mejia · Gustavo Núñez · Emilio Bonifácio · 梅基·卡布瑞拉 · Johan Mieses · Yefri Pérez · 胡立歐·羅德里奎茲 |

## 籃球
| 項目            | 金牌 | 银牌 | 铜牌 |  |  |  |
| 男子（詳細）    | 美国（USA） · 巴姆·阿德巴約 · 德文·布克 · 凯文·杜兰特 · 傑拉米·格蘭特 · 卓雷蒙·格林 · 朱·哈勒戴 · 凱爾登·約翰遜 · 扎克·拉文 · 達米安·里拉德 · 贾维尔·麦基 · 克里斯·米德尔顿 · 傑森·塔圖姆                        | 法国（FRA） · 安德鲁·阿尔比西 · 尼古拉·巴頓 · 彼得·科尔纳利 · 南多·德科洛 · 穆斯塔法·法爾 · 埃文·富尼耶 · 鲁迪·戈贝尔 · 托马·厄泰尔 · 蒂莫泰·卢瓦乌-卡巴罗 · 法蘭克·尼利基納 · 樊尚·普瓦里耶 · 盖尔雄·亚布塞莱 | （AUS） · 阿隆·貝恩斯 · 马修·德拉维多瓦 · 丹特·艾克森 · 克里斯·古爾丁 · 喬許·格林 · 喬·英格爾斯 · 尼克·凯 · 乔克·兰代尔 · 帕特里克·米尔斯 · 杜普·里斯 · 内森·索比 · 马蒂斯·塞布尔                                       |  |  |  |
| 女子（詳細）    | 美国（USA） · 阿丽尔·阿特金斯 · 休·伯德 · 蒂娜·查尔斯 · 纳菲莎·科利尔 · 斯凯拉·迪金斯-史密斯 · 西尔维娅·福尔斯 · 切尔茜·格雷 · 布里特妮·格里纳 · 朱厄尔·劳埃德 · 布里安娜·斯图尔特 · 黛安娜·陶乐西 · 阿贾·威尔逊 | 日本（JPN） · 赤穗向日葵 · 林咲希 · 町田瑠唯 · 马瓜伊夫琳 · 宫崎早织 · 宮澤夕貴 · 三好南穗 · 本橋菜子 · 長岡萌映子 · 歐可耶桃仁花 · 高田真希 · 东藤奈奈子                                                      | 法国（FRA） · 亚历克西娅·沙尔特罗 · 埃莱娜·西亚 · 阿莉克丝·迪谢 · 马琳·福图 · 桑德里娜·格吕达 · 马琳·若阿内斯 · 萨拉·米歇尔 · 昂黛内·米耶姆 · 伊利亚娜·吕佩尔 · 迪昂德拉·恰乔翁 · 瓦莱丽安·武科萨夫列维奇 · 加比·威廉斯 |  |  |  |
|                 | | | |  |  |  |
| 男子3×3（詳細） | 拉脱维亚（LAT） · 阿格尼斯·恰瓦斯 · 埃德加斯·克魯明斯 · 卡爾利斯·拉斯馬尼斯 · 諾睿斯·密亞齊斯 | 俄罗斯奥林匹克委员会（ROC） · 伊利亞·卡爾彭科夫 · 基里爾·皮斯克洛夫 · 斯坦尼斯拉夫·沙羅夫 · 亞歷山大·祖甫 | 塞尔维亚（SRB） · 杜尚·布卢特 · 德扬·迈斯托罗维奇 · 亚历山大·拉特科夫 · 米哈伊洛·瓦西奇 |  |  |  |
| 女子3×3（詳細） | 美国（USA） · 史蒂芬妮·道爾森 · 艾莉莎·格雷 · 凯尔茜·普拉姆 · 杰姬·扬 | 俄罗斯奥林匹克委员会（ROC） · 葉夫根尼婭·弗洛金娜 · 奧爾加·弗羅基娜 · 尤利婭·科濟克 · 安娜斯塔西亞·洛古諾娃 | 中国（CHN） · 万济圆 · 王丽丽 · 杨舒予 · 张芷婷 |  |  |  |

## 拳擊

### 男子
| 项目                              | 金牌                                             | 银牌                                                 | 铜牌                                          |
| 蝇量级（52公斤级） （詳細）       | Galal Yafai · 英国（GBR）                        | 卡洛·帕拉姆 · 菲律宾（PHI）                          | 田中亮明 · 日本（JPN）                        |
| 蝇量级（52公斤级） （詳細）       | Galal Yafai · 英国（GBR）                        | 卡洛·帕拉姆 · 菲律宾（PHI）                          | 萨肯·比博西诺夫 · （KAZ）                     |
| 羽量级（57公斤级） （詳細）       | Albert Batyrgaziev · 俄罗斯奥林匹克委员会（ROC） | 杜克·拉根 · 美国（USA）                              | Samuel Takyi · （GHA）                        |
| 羽量级（57公斤级） （詳細）       | Albert Batyrgaziev · 俄罗斯奥林匹克委员会（ROC） | 杜克·拉根 · 美国（USA）                              | 拉萨罗·阿尔瓦雷斯 · 古巴（CUB）               |
| 轻量级（63公斤级） （詳細）       | 安迪·克鲁斯 · 古巴（CUB）                        | 基肖恩·戴维斯 · 美国（USA）                          | Hovhannes Bachkov · 亚美尼亚（ARM）           |
| 轻量级（63公斤级） （詳細）       | 安迪·克鲁斯 · 古巴（CUB）                        | 基肖恩·戴维斯 · 美国（USA）                          | 哈里·加赛德 · （AUS）                         |
| 次中量级（69公斤级） （詳細）     | 罗涅尔·伊格莱西亚斯 · 古巴（CUB）                | 帕特·麦科马克 · 英国（GBR）                          | 艾丹·沃尔什 · 爱尔兰（IRL）                   |
| 次中量级（69公斤级） （詳細）     | 罗涅尔·伊格莱西亚斯 · 古巴（CUB）                | 帕特·麦科马克 · 英国（GBR）                          | Andrey Zamkovoy · 俄罗斯奥林匹克委员会（ROC） |
| 中量级（75公斤级） （詳細）       | Hebert Conceição · 巴西（BRA）                   | 亞歷山大·希日尼亞克 · 乌克兰（UKR）                  | 尤米尔·马西亚尔 · 菲律宾（PHI）               |
| 中量级（75公斤级） （詳細）       | Hebert Conceição · 巴西（BRA）                   | 亞歷山大·希日尼亞克 · 乌克兰（UKR）                  | Gleb Bakshi · 俄罗斯奥林匹克委员会（ROC）     |
| 轻重量级（81公斤级） （詳細）     | 阿伦·洛佩斯 · 古巴（CUB）                        | 本杰明·惠特克 · 英国（GBR）                          | Imam Khataev · 俄罗斯奥林匹克委员会（ROC）    |
| 轻重量级（81公斤级） （詳細）     | 阿伦·洛佩斯 · 古巴（CUB）                        | 本杰明·惠特克 · 英国（GBR）                          | 洛伦·阿方索 · 阿塞拜疆（AZE）                 |
| 重量级（91公斤级） （詳細）       | 胡利奥·塞萨尔·拉克鲁斯 · 古巴（CUB）             | Muslim Gadzhimagomedov · 俄罗斯奥林匹克委员会（ROC） | David Nyika · 新西兰（NZL）                   |
| 重量级（91公斤级） （詳細）       | 胡利奥·塞萨尔·拉克鲁斯 · 古巴（CUB）             | Muslim Gadzhimagomedov · 俄罗斯奥林匹克委员会（ROC） | Abner Teixeira · 巴西（BRA）                  |
| 超重量级（91公斤以上级） （詳細） | 巴霍季尔·贾洛洛夫 · （UZB）                      | 理查德·托雷斯 · 美国（USA）                          | 弗雷泽·克拉克 · 英国（GBR）                   |
| 超重量级（91公斤以上级） （詳細） | 巴霍季尔·贾洛洛夫 · （UZB）                      | 理查德·托雷斯 · 美国（USA）                          | 卡姆希别克·昆卡巴耶夫 · （KAZ）               |

### 女子
| 项目                          | 金牌                                  | 银牌                                 | 铜牌                                                |
| 蝇量级（51公斤级） （詳細）   | 斯托伊卡·克勒斯特娃 · 保加利亚（BUL） | 布塞·纳兹·恰克尔奥卢 · 土耳其（TUR） | 黃筱雯 · 中华台北（TPE）                            |
| 蝇量级（51公斤级） （詳細）   | 斯托伊卡·克勒斯特娃 · 保加利亚（BUL） | 布塞·纳兹·恰克尔奥卢 · 土耳其（TUR） | 并木月海 · 日本（JPN）                              |
| 羽量级（57公斤级） （詳細）   | 入江圣奈 · 日本（JPN）                | 内茜·佩特西奥 · 菲律宾（PHI）        | 伊尔玛·泰斯塔 · 意大利（ITA）                       |
| 羽量级（57公斤级） （詳細）   | 入江圣奈 · 日本（JPN）                | 内茜·佩特西奥 · 菲律宾（PHI）        | Karriss Artingstall · 英国（GBR）                   |
| 轻量级（60公斤级） （詳細）   | 凯莉·哈林顿 · 爱尔兰（IRL）           | 比阿特丽斯·费雷拉 · 巴西（BRA）      | 素达蓬·西颂迪 · 泰国（THA）                         |
| 轻量级（60公斤级） （詳細）   | 凯莉·哈林顿 · 爱尔兰（IRL）           | 比阿特丽斯·费雷拉 · 巴西（BRA）      | 米拉·波特科宁 · 芬兰（FIN）                         |
| 次中量级（69公斤级） （詳細） | 布塞娜兹·叙尔梅内利 · 土耳其（TUR）   | 谷红 · 中国（CHN）                   | 洛夫利娜·博尔戈哈因 · 印度（IND）                   |
| 次中量级（69公斤级） （詳細） | 布塞娜兹·叙尔梅内利 · 土耳其（TUR）   | 谷红 · 中国（CHN）                   | Oshae Jones · 美国（USA）                           |
| 中量级（75公斤级） （詳細）   | 劳伦·普莱斯 · 英国（GBR）             | 李倩 · 中国（CHN）                   | 瑙赫卡·丰泰因 · 荷兰（NED）                         |
| 中量级（75公斤级） （詳細）   | 劳伦·普莱斯 · 英国（GBR）             | 李倩 · 中国（CHN）                   | Zemfira Magomedalieva · 俄罗斯奥林匹克委员会（ROC） |

## 輕艇
| 項目                               | 金牌                                                                          | 银牌                                                                                      | 铜牌                                                                                        |
| 激流                               |                                                                               |                                                                                           |                                                                                             |
| 男子單人加拿大式艇（C-1） （詳細） | 本亚明·萨夫舍克 · 斯洛文尼亚（SLO）                                           | 卢卡什·罗汉 · 捷克（CZE）                                                                 | 西泽里斯·塔西亚季斯 · 德国（GER）                                                           |
| 男子單人愛斯基摩艇（K-1） （詳細） | 伊日·普尔斯卡韦茨 · 捷克（CZE）                                               | 雅各布·格里加尔 · 斯洛伐克（SVK）                                                         | 汉内斯·艾格纳 · 德国（GER）                                                                 |
| 女子單人加拿大式艇（C-1） （詳細） | 杰茜卡·福克斯 · （AUS）                                                       | 马洛丽·富兰克林 · 英国（GBR）                                                             | 安德烈娅·赫尔佐克 · 德国（GER）                                                             |
| 女子單人愛斯基摩艇（K-1） （詳細） | 丽卡达·丰克 · 德国（GER）                                                     | 玛亚伦·乔劳特 · 西班牙（ESP）                                                             | 杰茜卡·福克斯 · （AUS）                                                                     |
| 靜水                               |                                                                               |                                                                                           |                                                                                             |
| 男子1000米C-1 （詳細）             | 伊萨基亚斯·凯罗斯 · 巴西（BRA）                                               | 刘浩 · 中国（CHN）                                                                        | 谢尔盖·塔尔诺夫斯基 · 摩尔多瓦（MDA）                                                       |
| 男子1000米C-2 （詳細）             | 古巴（CUB） · 塞尔格伊·托雷斯 · 费尔南多·豪尔赫                               | 中国（CHN） · 刘浩 · 郑鹏飞                                                               | 德国（GER） · 塞巴斯蒂安·布伦德尔 · 蒂姆·黑克尔                                             |
| 男子200米K-1 （詳細）              | 托特考·尚多尔 · 匈牙利（HUN）                                                 | 曼弗雷迪·里扎 · 意大利（ITA）                                                             | 利亚姆·希思 · 英国（GBR）                                                                   |
| 男子1000米K-1 （詳細）             | 科保斯·巴林特 · 匈牙利（HUN）                                                 | 沃尔高·亚当 · 匈牙利（HUN）                                                               | 费尔南多·皮门塔 · 葡萄牙（POR）                                                             |
| 男子1000米K-2 （詳細）             | （AUS） · 让·范德韦斯特赫伊曾 · 托马斯·格林                                   | 德国（GER） · 马克斯·霍夫 · 雅各布·朔普夫                                                 | 捷克（CZE） · 约瑟夫·多斯塔尔 · 拉德克·什劳夫                                               |
| 男子500米K-4 （詳細）              | 德国（GER） · 马克斯·伦德施密特 · 罗纳德·劳厄 · 汤姆·利布舍尔 · 马克斯·莱姆克 | 西班牙（ESP） · 萨乌尔·克拉维奥托 · 马库斯·瓦尔茨 · 卡洛斯·阿雷瓦洛 · 罗德里戈·赫尔马德   | 斯洛伐克（SVK） · 萨穆埃尔·巴拉日 · 德尼斯·米沙克 · 弗尔切克·埃里克 · 博泰克·亚当           |
| 女子200米C-1 （詳細）              | 内文·哈里森 · 美国（USA）                                                     | 洛朗斯·樊尚-拉普安特 · 加拿大（CAN）                                                      | 柳德米拉·卢赞 · 乌克兰（UKR）                                                               |
| 女子500米C-2 （詳細）              | 中国（CHN） · 徐诗晓 · 孙梦雅                                                 | 乌克兰（UKR） · 柳德米拉·卢赞 · 阿纳斯塔西娅·切特韦里科娃                                 | 加拿大（CAN） · 洛朗斯·樊尚-拉普安特 · 凯蒂·文森特                                          |
| 女子200米K-1 （詳細）              | 丽莎·卡林顿 · 新西兰（NZL）                                                   | 特雷莎·波特拉 · 西班牙（ESP）                                                             | 埃玛·约恩森 · 丹麦（DEN）                                                                   |
| 女子500米K-1 （詳細）              | 丽莎·卡林顿 · 新西兰（NZL）                                                   | 奇派什·陶马劳 · 匈牙利（HUN）                                                             | 埃玛·约恩森 · 丹麦（DEN）                                                                   |
| 女子500米K-2 （詳細）              | 新西兰（NZL） · 丽莎·卡林顿 · 凯特琳·雷加尔                                   | 波兰（POL） · 卡罗利娜·纳亚 · 安娜·普瓦夫斯卡                                             | 匈牙利（HUN） · 科扎克·达努塔 · 博多妮·多劳                                                 |
| 女子500米K-4 （詳細）              | 匈牙利（HUN） · 科扎克·达努塔 · 奇派什·陶马劳 · 卡拉斯·翁瑙 · 博多妮·多劳     | 白俄罗斯（BLR） · 玛加丽塔·马赫涅娃 · 娜杰日达·波波克 · 奥莉加·胡坚科 · 玛丽娜·利特温丘克 | 波兰（POL） · 卡罗利娜·纳亚 · 安娜·普瓦夫斯卡 · 尤斯蒂娜·伊斯克日茨卡 · 海伦娜·维希涅夫斯卡 |

## 自行車
| 項目                    | 金牌                                                                              | 银牌                                                                              | 铜牌                                                                                      |
| 公路自行車              |                                                                                   |                                                                                   |                                                                                           |
| 男子公路賽 （詳細）     | 理察·卡拉帕斯 · 厄瓜多尔（ECU）                                                   | 沃特·范阿爾特 · 比利时（BEL）                                                     | 塔德伊·波加薩爾 · 斯洛文尼亚（SLO）                                                       |
| 男子個人計時賽 （詳細） | 普里莫日·羅格里奇 · 斯洛文尼亚（SLO）                                             | 汤姆·迪穆兰 · 荷兰（NED）                                                         | 羅漢·丹尼斯 · （AUS）                                                                     |
| 女子公路賽 （詳細）     | 安娜·基森霍佛 · 奥地利（AUT）                                                     | 安内米克·范弗勒滕 · 荷兰（NED）                                                   | 埃莉萨·隆戈·博尔吉尼 · 意大利（ITA）                                                      |
| 女子個人計時賽 （詳細） | 安内米克·范弗勒滕 · 荷兰（NED）                                                   | 瑪爾倫·羅伊塞爾 · 瑞士（SUI）                                                     | 安娜·范德布雷亨 · 荷兰（NED）                                                             |
| 場地自行車              |                                                                                   |                                                                                   |                                                                                           |
| 男子競輪賽 （詳細）     | 贾森·肯尼 · 英国（GBR）                                                           | 阿茲祖哈斯尼阿旺 · 马来西亚（MAS）                                                | 哈里·拉夫赖森 · 荷兰（NED）                                                               |
| 男子麥迪遜賽 （詳細）   | 丹麦（DEN） · 拉塞·诺曼·汉森 · 米凱爾·默爾克夫                                    | 英国（GBR） · 伊桑·海特 · 馬修·沃爾斯                                             | 法国（FRA） · 多納萬·格龍丹 · 邦雅曼·托马                                                 |
| 男子全能賽 （詳細）     | 馬修·沃爾斯 · 英国（GBR）                                                         | 坎贝尔·斯图尔特 · 新西兰（NZL）                                                   | 埃利亚·维维安尼 · 意大利（ITA）                                                           |
| 男子團體追逐賽 （詳細） | 意大利（ITA） · 西莫内·孔松尼 · 菲利波·甘纳 · 弗朗西斯科·拉蒙 · 喬納森·米蘭       | 丹麦（DEN） · 拉塞·诺曼·汉森 · 尼克拉斯·拉森 · 弗雷德里克·马森 · 拉斯穆斯·佩德森  | （AUS） · 凯兰德·奥布莱恩 · 山姆·韦尔斯福德 · 利·霍華德 · 盧卡斯·普拉普 · 亚历山大·波特   |
| 男子個人競速賽 （詳細） | 哈里·拉夫赖森 · 荷兰（NED）                                                       | 杰弗里·霍赫兰德 · 荷兰（NED）                                                     | 杰克·卡林 · 英国（GBR）                                                                   |
| 男子團體競速賽 （詳細） | 荷兰（NED） · 杰弗里·霍赫兰德 · 哈里·拉夫赖森 · 罗伊·范登贝尔赫 · 马蒂尔斯·布赫利 | 英国（GBR） · 杰克·卡林 · 贾森·肯尼 · 瑞安·欧文斯                                 | 法国（FRA） · 弗洛里安·格朗博 · 拉揚·厄拉爾 · 塞巴斯蒂安·维吉耶                           |
| 女子競輪賽 （詳細）     | 莎恩·布拉斯彭寧克斯 · 荷兰（NED）                                                 | 艾麗絲·安德魯斯 · 新西兰（NZL）                                                   | 勞瑞安·傑內斯特 · 加拿大（CAN）                                                           |
| 女子麥迪遜賽 （詳細）   | 英国（GBR） · 凯蒂·阿奇博尔德 · 勞拉·肯尼                                         | 丹麦（DEN） · 阿玛莉·迪德里克森 · 茱莉·萊特                                       | 俄罗斯奥林匹克委员会（ROC） · 古莉娜茲·哈通采娃 · 瑪麗亞·諾沃洛茨卡婭                     |
| 女子全能賽 （詳細）     | 珍妮弗·瓦伦特 · 美国（USA）                                                       | 梶原悠未 · 日本（JPN）                                                            | 基尔丝滕·维尔德 · 荷兰（NED）                                                             |
| 女子團體追逐賽 （詳細） | 德国（GER） · 弗朗西丝卡·布劳塞 · 莉萨·布伦瑙尔 · 莉萨·克莱因 · 米克·克勒格爾     | 英国（GBR） · 凯蒂·阿奇博尔德 · 勞拉·肯尼 · 妮亞·埃文斯 · 喬西·奈特 · 埃莉诺·巴克 | 美国（USA） · 克洛埃·戴格特 · 梅根·雅斯特拉布 · 珍妮弗·瓦伦特 · 艾瑪·懷特 · 莉莉·威廉姆斯 |
| 女子個人競速賽 （詳細） | 凯尔西·米切尔 · 加拿大（CAN）                                                     | 奥莲娜·斯塔里科娃 · 乌克兰（UKR）                                                 | 李慧诗 · 中国香港（HKG）                                                                  |
| 女子團體競速賽 （詳細） | 中国（CHN） · 鲍珊菊 · 钟天使                                                     | 德国（GER） · 莉娅·弗里德里希 · 艾玛·欣策                                         | 俄罗斯奥林匹克委员会（ROC） · 达里娅·什梅廖娃 · 阿纳斯塔西娅·沃伊诺娃                     |
| 山地自行車              |                                                                                   |                                                                                   |                                                                                           |
| 男子越野賽 （詳細）     | 汤姆·皮德科克 · 英国（GBR）                                                       | 马蒂亚斯·弗吕基格尔 · 瑞士（SUI）                                                 | 戴维·巴莱罗 · 西班牙（ESP）                                                               |
| 女子越野賽 （詳細）     | 约兰达·内夫 · 瑞士（SUI）                                                         | 西娜·弗赖 · 瑞士（SUI）                                                           | 琳达·因德甘德 · 瑞士（SUI）                                                               |
| 小輪車                  |                                                                                   |                                                                                   |                                                                                           |
| 男子競速賽 （詳細）     | 尼克·基曼 · 荷兰（NED）                                                           | 凯·怀特 · 英国（GBR）                                                             | 卡洛斯·拉米雷斯 · 哥伦比亚（COL）                                                         |
| 男子自由式 （詳細）     | 洛根·马丁 · （AUS）                                                               | 丹尼尔·德尔斯 · 委内瑞拉（VEN）                                                   | 德克兰·布鲁克斯 · 英国（GBR）                                                             |
| 女子競速賽 （詳細）     | 贝丝·施里弗 · 英国（GBR）                                                         | 玛丽安娜·帕洪 · 哥伦比亚（COL）                                                   | 梅雷尔·斯米尔德斯 · 荷兰（NED）                                                           |
| 女子自由式 （詳細）     | 夏洛特·沃辛顿 · 英国（GBR）                                                       | 汉娜·罗伯茨 · 美国（USA）                                                         | 妮基塔·迪卡罗 · 瑞士（SUI）                                                               |

## 跳水

### 男子
| 項目                    | 金牌                              | 金牌   | 银牌                                          | 银牌   | 铜牌                                                              | 铜牌   |
| 3公尺跳板 （詳細）      | 谢思埸 · 中国（CHN）              | 558.75 | 王宗源 · 中国（CHN）                          | 534.90 | 杰克·劳尔 · 英国（GBR）                                           | 518.00 |
| 10公尺跳台 （詳細）     | 曹缘 · 中国（CHN）                | 582.35 | 杨健 · 中国（CHN）                            | 580.40 | 汤姆·戴利 · 英国（GBR）                                           | 548.25 |
| 雙人3公尺跳板 （詳細）  | 中国（CHN） · 王宗源 · 谢思埸     | 467.82 | 美国（USA） · 迈克·希克森 · 安德鲁·卡波比安科 | 444.36 | 德国（GER） · 拉爾斯·呂迪格 · 帕特里克·豪斯丁                     | 404.73 |
| 雙人10公尺跳台 （詳細） | 英国（GBR） · 汤姆·戴利 · 马提·李 | 471.81 | 中国（CHN） · 曹缘 · 陈艾森                   | 470.58 | 俄罗斯奥林匹克委员会（ROC） · 亚历山大·邦达尔 · 维克托·米尼巴耶夫 | 439.58 |

### 女子
| 項目                    | 金牌                          | 金牌   | 银牌                                                   | 银牌   | 铜牌                                                         | 铜牌   |
| 3公尺跳板 （詳細）      | 施廷懋 · 中国（CHN）          | 383.50 | 王涵 · 中国（CHN）                                     | 348.75 | 克里斯塔·帕默 · 美国（USA）                                  | 343.75 |
| 10公尺跳台 （詳細）     | 全红婵 · 中国（CHN）          | 466.20 | 陈芋汐 · 中国（CHN）                                   | 425.40 | 伍丽群 · （AUS）                                             | 371.40 |
| 雙人3公尺跳板 （詳細）  | 中国（CHN） · 施廷懋 · 王涵   | 326.40 | 加拿大（CAN） · 珍妮弗·阿贝尔 · 梅丽莎·西特里尼-博利约 | 300.78 | 德国（GER） · 萊娜·亨切爾 · 蒂娜·彭泽尔                      | 284.97 |
| 雙人10公尺跳台 （詳細） | 中国（CHN） · 陈芋汐 · 张家齐 | 363.78 | 美国（USA） · 潔西卡·帕拉托 · 德莱尼·施内尔            | 310.80 | 墨西哥（MEX） · 加芙列拉·阿贡德斯 · 亚历山德罗·奥罗斯科·罗萨 | 299.70 |

## 馬術
| 項目                    | 金牌                                                                    | 银牌                                                             | 铜牌                                                            |  |  |  |
| 個人盛裝舞步賽 （詳細） | 耶茜卡·冯·布雷多-韦恩德尔 · 德国（GER）                                 | 伊莎贝尔·韦特 · 德国（GER）                                      | 夏洛特·杜雅尔丹 · 英国（GBR）                                   |  |  |  |
| 團體盛裝舞步賽 （詳細） | 德国（GER） · 耶茜卡·冯·布雷多-韦恩德尔 · 多萝特·施奈德 · 伊莎贝尔·韦特 | 美国（USA） · 扎比内·舒特-克里 · 阿德里安娜·莱尔 · 斯特芬·彼得斯 | 英国（GBR） · 夏洛特·弗赖伊 · 卡尔·赫斯特 · 夏洛特·杜雅尔丹     |  |  |  |
|                         |                                                                         |                                                                  |                                                                 |  |  |  |
| 個人三項賽 （詳細）     | 尤利娅·克拉耶夫斯基 · 德国（GER）                                       | 汤姆·麦克尤恩 · 英国（GBR）                                      | 安德鲁·霍伊 · （AUS）                                           |  |  |  |
| 團體三項賽 （詳細）     | 英国（GBR） · 劳拉·科利特 · 汤姆·麦克尤恩 · 奥利弗·汤恩德               | （AUS） · 凯文·麦克纳布 · 安德鲁·霍伊 · 沙恩·罗斯                | 法国（FRA） · 尼古拉·图赞 · 卡里姆·拉古阿格 · 克里斯托弗·西克斯 |  |  |  |
|                         |                                                                         |                                                                  |                                                                 |  |  |  |
| 個人場地障礙賽 （詳細） | 本·马厄 · 英国（GBR）                                                   | 佩德·弗雷德里克松 · 瑞典（SWE）                                  | 迈克尔·范德弗勒滕 · 荷兰（NED）                                 |  |  |  |
| 團體場地障礙賽 （詳細） | 瑞典（SWE） · 亨里克·冯·埃克曼 · 马琳·巴亚德-约翰松 · 佩德·弗雷德里克松 | 美国（USA） · 劳拉·克劳特 · 杰茜卡·斯普林斯廷 · 麦克莱恩·沃德    | 比利时（BEL） · 彼得·德福斯 · 热罗姆·格里 · 格雷戈里·瓦特莱     |  |  |  |

## 擊劍

### 男子
| 項目              | 金牌                                                                        | 银牌 | 铜牌                                                                            |
| 個人銳劍 （詳細） | 羅曼·卡儂納 · 法国（FRA）                                                   | 希克洛希·蓋爾蓋伊 · 匈牙利（HUN）                                                                         | 伊戈爾·雷伊茲林 · 乌克兰（UKR）                                                 |
| 團體銳劍 （詳細） | 日本（JPN） · 加納虹輝 · 見延和靖 · 山田優 · 宇山賢                         | 俄罗斯奥林匹克委员会（ROC） · 谢尔盖·比达 · 谢尔盖·霍多斯 · 帕維爾·蘇霍夫 · 尼基塔·格拉兹科夫             | 韩国（KOR） · 朴相泳 · 马世健 · 宋在淏 · 權永晙                                 |
| 個人鈍劍 （詳細） | 張家朗 · 中国香港（HKG）                                                    | 達尼埃萊·加羅佐 · 意大利（ITA）                                                                           | 亞歷山大·秋皮尼奇 · 捷克（CZE）                                                 |
| 團體鈍劍 （詳細） | 法国（FRA） · 恩佐·勒福尔 · 埃尔万·勒佩舒 · 朱利安·梅尔蒂纳 · 马克西姆·波蒂 | 俄罗斯奥林匹克委员会（ROC） · 安东·博罗达切夫 · 基里尔·博罗达切夫 · 弗拉季斯拉夫·梅利尼科夫 · 季穆尔·萨芬 | 美国（USA） · 雷斯·英博登 · 尼克·伊特金 · 亚历山大·马西亚拉斯 · 格雷克·迈因哈特 |
| 個人軍刀 （詳細） | 西拉吉·阿龙 · 匈牙利（HUN）                                                 | 路易吉·薩梅萊 · 意大利（ITA）                                                                             | 金政焕 · 韩国（KOR）                                                            |
| 團體軍刀 （詳細） | 韩国（KOR） · 吴尚旭 · 金准镐 · 金政焕 · 具本佶                             | 意大利（ITA） · 卢卡·库拉托利 · 路易吉·薩梅萊 · 恩里科·贝雷 · 阿尔多·蒙塔诺                               | 匈牙利（HUN） · 西拉吉·阿龙 · 绍特马里·翁德拉什 · 代奇·陶马什 · 盖迈希·乔纳德   |

### 女子
| 項目              | 金牌 | 银牌                                                                          | 铜牌                                                                                |
| 個人銳劍 （詳細） | 孙一文 · 中国（CHN）                                                                                              | 安娜·玛丽亚·波佩斯库 · 罗马尼亚（ROU）                                        | 卡特麗娜·萊希斯 · 爱沙尼亚（EST）                                                   |
| 團體銳劍 （詳細） | 爱沙尼亚（EST） · 尤利娅·贝利亚耶娃 · 伊琳娜·恩布里奇 · 埃丽卡·基尔普 · 卡特麗娜·萊希斯                           | 韩国（KOR） · 崔仁贞 · 姜荣美 · 李慧仁 · 宋世罗                               | 意大利（ITA） · 萝塞拉·菲亚明戈 · 费代丽卡·伊索拉 · 玛拉·纳瓦里亚 · 阿尔贝塔·圣图乔 |
| 個人鈍劍 （詳細） | 李·基弗 · 美国（USA）                                                                                             | 因娜·德里格拉佐娃 · 俄罗斯奥林匹克委员会（ROC）                               | 拉里莎·克羅貝尼科娃 · 俄罗斯奥林匹克委员会（ROC）                                   |
| 團體鈍劍 （詳細） | 俄罗斯奥林匹克委员会（ROC） · 因娜·德里格拉佐娃 · 拉里莎·克羅貝尼科娃 · 玛尔塔·马尔季亚诺娃 · 阿德利娜·扎吉杜林娜 | 法国（FRA） · 阿妮塔·布拉兹 · 阿斯特丽·居亚尔 · 波利娜·朗维埃 · 伊索拉·蒂比斯 | 意大利（ITA） · 马丁娜·巴蒂尼 · 埃丽卡·奇普雷萨 · 阿里安娜·埃里戈 · 阿莉切·沃尔皮   |
| 個人軍刀 （詳細） | 索菲娅·波兹尼亚科娃 · 俄罗斯奥林匹克委员会（ROC）                                                                 | 索菲亚·维利卡娅 · 俄罗斯奥林匹克委员会（ROC）                                 | 玛农·布吕内 · 法国（FRA）                                                           |
| 團體軍刀 （詳細） | 俄罗斯奥林匹克委员会（ROC） · 奥莉加·尼基京娜 · 索菲娅·波兹尼亚科娃 · 索菲亚·维利卡娅                             | 法国（FRA） · 萨拉·巴尔泽尔 · 塞西莉亚·贝尔代 · 玛农·布吕内 · 夏洛特·朗巴克   | 韩国（KOR） · 崔秀延 · 金智妍 · 徐志演 · 尹智秀                                     |

## 曲棍球
| 項目          | 金牌 | 银牌 | 铜牌 |
| 男子 （詳細） | 比利时（BEL） · Gauthier Boccard · Tom Boon · Thomas Briels · Cédric Charlier · Félix Denayer · Nicolas De Kerpel · Arthur De Sloover · Sébastien Dockier · John-John Dohmen · Simon Gougnard · Alexander Hendrickx · Antoine Kina · Loïck Luypaert · Augustin Meurmans · Victor Wegnez · Vincent Vanasch · Florent Van Aubel · Arthur Van Doren | （AUS） · 丹尼尔·比尔 · 乔舒亚·贝尔茨 · 蒂姆·布兰德 · 安德鲁·查特 · 汤姆·克雷格 · 马特·道森 · 布莱克·戈弗斯 · 杰里米·海沃德 · 蒂姆·霍华德 · 迪伦·马丁 · 特伦特·米顿 · 埃迪·奥肯登 · 弗林·奥格尔维 · 拉克伦·夏普 · 乔舒亚·西蒙兹 · 雅各布·惠顿 · 汤姆·威克姆 · 阿兰·扎莱夫斯基 | 印度（IND） · 迪尔普里特·辛格 · 鲁平德·帕尔·辛格 · 苏伦德尔·库马尔 · 曼普里特·辛格 · 哈迪克·辛格 · 古尔詹特·辛格 · 西姆兰吉特·辛格 · 曼迪普·辛格 · 哈曼普里特·辛格 · 拉利特·乌帕迪亚伊 · 帕拉图·拉温德兰·斯里杰什 · 苏米特 · 尼拉坎塔·夏尔马 · 沙姆谢尔·辛格 · 瓦伦·库马尔 · 比兰德拉·拉克拉 · 阿米特·罗希达斯 · 维韦克·普拉萨德 |
| 女子 （詳細） | 荷兰（NED） · 弗莉丝·阿尔伯斯 · Eva de Goede · Xan de Waard · Marloes Keetels · Josine Koning · 桑内·科伦 · Laurien Leurink · 弗雷德丽克·马特拉 · Laura Nunnink · Malou Pheninckx · 皮恩·桑德斯 · 劳伦·斯塔姆 · Margot van Geffen · Caia van Maasakker · Maria Verschoor · Lidewij Welten                                                        | 阿根廷（ARG） · 阿古斯蒂娜·阿尔贝塔里奥 · 阿戈斯蒂娜·阿隆索 · 諾亞·巴利歐紐沃 · 瓦伦蒂娜·科斯塔·比翁迪 · 埃米利娅·福尔凯里奥 · 阿古斯蒂娜·戈尔塞拉尼 · 玛丽亚·何塞·格拉纳托 · 维多利亚·格拉纳托 · 胡列塔·扬库纳斯 · 蘇菲亞·瑪卡里 · 黛菲娜·梅里諾 · 巴伦蒂娜·拉波索 · 蘿西歐·山切茲·莫奇亞 · 米卡埃拉·雷特吉 · 维多利亚·绍塞 · 贝伦·苏奇 · 索菲娅·托卡利诺 · 欧亨尼娅·特林基内蒂 | 英国（GBR） · 吉塞尔·安斯利 · 格雷丝·鲍尔斯顿 · 菲奥娜·克拉克尔斯 · 玛迪·欣奇 · 萨拉·琼斯 · 汉娜·马丁 · 肖娜·麦卡林 · 莉莉·奥斯利 · 霍莉·皮恩-韦布 · 伊莎贝尔·彼得 · 埃莉·雷耶 · 萨拉·罗伯逊 · 安娜·托曼 · 苏珊娜·汤森 · 劳拉·昂斯沃思 · 利娅·威尔金森                                                                           |

## 足球
| 項目          | 金牌 | 银牌 | 铜牌 |
| 男子 （詳細） | 巴西（BRA） · 桑托斯 · 加布里埃尔·梅尼诺 · 里卡多·格拉薩 · 吉列爾梅·阿拉納 · 保連奴 · 馬特烏斯·庫尼亞 · 安东尼 · 布雷諾 · 布魯諾·富赫斯 · 尼諾 · 阿布內爾·維尼修斯 · 馬修斯·恩里克 · 克勞迪尼奧 · 盧卡奧 | 西班牙（ESP） · 奥斯卡·明格萨 · 馬丁·蘇維門迪 · 拉法·米尔 · 阿爾瓦羅·費爾南德斯 · 洪·蒙卡约拉 · 奧斯卡·吉爾 · 伊万·比利亚尔 | 墨西哥（MEX） · 路易斯·马拉贡 · 豪尔赫·桑切斯 · 塞萨尔·蒙特斯 · 赫苏斯·阿尔韦托·安古洛 · 约翰·巴斯克斯 · 弗拉迪米尔·洛罗尼亚 · 路易斯·罗莫 · 卡洛斯·罗德里格斯 · 亨利·马丁 · 迭戈·莱内斯 · 亞歷克西斯·維加 · 阿德里安·莫拉 · 吉列尔莫·奥乔亚 · 埃里克·阿吉雷 · 烏利爾·安度拿 · 何塞·埃斯基韦尔 · 塞瓦斯蒂安·科尔多瓦 · 爱德华多·阿吉雷 · 赫苏斯·里卡多·安古洛 · 费尔南多·贝尔特兰 · 罗伯托·阿尔瓦拉多 · 塞瓦斯蒂安·胡拉多 |
| 女子 （詳細） | 加拿大（CAN） · 斯蒂凡妮·拉貝 · 阿莉莎·查普曼 · 卡迪莎·布坎南 · 舍琳娜·扎多爾斯基 · 奎因 · 迪安·罗斯 · 茱莉亞·格羅索 · 洁德·里维耶尔 · 阿德里安娜·利昂 · 艾許莉·羅倫斯 · 德西蕾·斯科特 · 克里斯汀·辛克莱尔 · 埃弗利娜·维安 · 瓦妮莎·吉勒 · 妮歇尔·普林斯 · 洁宁·贝基 · 潔西·弗雷明 · 凯伦·谢里登 · 喬丁·海特瑪 · 索菲·施密特 · 加布丽埃勒·卡尔勒 · 愛琳·麥克勞德 | 瑞典（SWE） · 赫德维格·林达尔 · 约恩娜·安德松 · 埃玛·库尔贝里 · 汉娜·格拉斯 · 汉娜·本尼松 · 玛格达莱娜·埃里克松 · 玛德伦·亚诺于 · 莉娜·胡蒂格 · 科索瓦蕾·阿斯拉尼 · 索菲娅·雅各布松 · 斯蒂娜·布拉克斯特纽斯 · 延妮弗·法尔克 · 阿曼达·伊莱斯泰特 · 纳塔莉·比约恩 · 奥利维娅·斯科格 · 菲莉帕·安格尔达尔 · 卡罗琳·塞格 · 弗里多利娜·罗尔弗 · 安娜·安韦高 · 尤利娅·罗达尔 · 蕾贝卡·布洛姆奎斯特 · 泽契拉·穆绍维奇 | 美国（USA） · 阿莉莎·内赫尔 · 克丽丝特尔·邓恩 · 萨姆·梅维斯 · 贝姬·索尔布伦 · 凯莉·奥哈拉 · 克丽丝蒂·梅维斯 · 托宾·希思 · 朱莉·厄茨 · 琳赛·霍兰 · 卡莉·劳埃德 · 克丽丝滕·普雷斯 · 蒂爾娜·戴維森 · 埃米莉·桑尼特 · 罗丝·拉韦尔 · 阿比·达尔肯珀 · 阿德里安娜·弗兰奇 · 卡塔里娜·马卡里奥 · 凯茜·克鲁格 · 琳恩·威廉斯 · 简·坎贝尔                                                                                             |

## 高爾夫
| 項目              | 金牌                      | 银牌                            | 铜牌                     |
| 男子個人 （詳細） | 山大·蕭佛利 · 美国（USA） | 羅里·薩巴蒂尼 · 斯洛伐克（SVK） | 潘政琮 · 中华台北（TPE） |
| 女子個人 （詳細） | 奈莉·科達 · 美国（USA）   | 稻見萌寧 · 日本（JPN）          | 高寶璟 · 新西兰（NZL）   |

## 體操

### 競技體操

#### 男子
| 項目              | 金牌 | 金牌      | 银牌                                                | 银牌      | 铜牌                                          | 铜牌      |
| 團體全能 （詳細） | 俄罗斯奥林匹克委员会（ROC） · 丹尼斯·阿布利亚津 · 达维德·别利亚夫斯基 · 阿尔图尔·达拉洛扬 · 尼基塔·纳戈尔内 | 262.500分 | 日本（JPN） · 橋本大輝 · 萱和磨 · 北園丈琉 · 谷川航 | 262.397分 | 中国（CHN） · 林超攀 · 孙炜 · 肖若腾 · 邹敬园 | 261.894分 |
| 個人全能 （詳細） | 橋本大輝 · 日本（JPN）                                                                                      | 88.465分  | 肖若腾 · 中国（CHN）                                | 88.065分  | 尼基塔·纳戈尔内 · 俄罗斯奥林匹克委员会（ROC） | 88.031分  |
|                   | |           |                                                     |           |                                               |           |
| （詳細）          | 阿尔乔姆·多尔戈皮亚特 · 以色列（ISR）                                                                       | 14.933分  | 拉伊德莱·萨帕塔 · 西班牙（ESP）                     | 14.933分  | 肖若腾 · 中国（CHN）                          | 14.766分  |
| 單槓 （詳細）     | 橋本大輝 · 日本（JPN）                                                                                      | 15.066分  | 蒂恩·斯爾比奇 · 克罗地亚（CRO）                     | 14.900分  | 尼基塔·纳戈尔内 · 俄罗斯奥林匹克委员会（ROC） | 14.533分  |
| 雙槓 （詳細）     | 邹敬园 · 中国（CHN）                                                                                        | 16.233分  | 盧卡斯·道瑟 · 德国（GER）                           | 15.700分  | 費爾哈特·阿勒詹 · 土耳其（TUR）               | 15.633分  |
| 鞍馬 （詳細）     | 馬克斯·惠特洛克 · 英国（GBR）                                                                               | 15.583分  | 李智凱 · 中华台北（TPE）                            | 15.400分  | 萱和磨 · 日本（JPN）                          | 14.900分  |
| 吊環 （詳細）     | 刘洋 · 中国（CHN）                                                                                          | 15.500分  | 尤浩 · 中国（CHN）                                  | 15.300分  | 埃莱夫塞里奥斯·佩特鲁尼亚斯 · 希腊（GRE）     | 15.200分  |
| 跳馬 （詳細）     | 申在煥 · 韩国（KOR）                                                                                        | 14.783分  | 丹尼斯·阿布利亚津 · 俄罗斯奥林匹克委员会（ROC）     | 14.783分  | 阿尔图尔·达夫强 · 亚美尼亚（ARM）             | 14.733分  |

#### 女子
| 項目              | 金牌 | 金牌      | 银牌                                                                | 银牌      | 铜牌                                                                          | 铜牌      |
| 團體全能 （詳細） | 俄罗斯奥林匹克委员会（ROC） · 莉莉婭·阿哈伊莫娃 · 維多利亞·麗絲圖諾娃 · 安格林娜·梅利尼科娃 · 弗拉迪斯拉娃·烏拉佐娃 | 169.528分 | 美国（USA） · 西蒙·拜爾斯 · 喬丹·切爾斯 · 蘇妮薩·李 · 葛莉絲·麥卡倫 | 166.096分 | 英国（GBR） · 珍妮佛·加迪洛娃 · 潔西卡·加迪洛娃 · 愛麗絲·金塞拉 · 艾蜜莉·摩根 | 164.096分 |
| 個人全能 （詳細） | 蘇妮薩·李 · 美国（USA）                                                                                             | 57.433分  | 麗貝卡·安得拉迪 · 巴西（BRA）                                       | 57.298分  | 安格林娜·梅利尼科娃 · 俄罗斯奥林匹克委员会（ROC）                             | 57.199分  |
|                   | |           |                                                                     |           |                                                                               |           |
| 跳馬 （詳細）     | 麗貝卡·安得拉迪 · 巴西（BRA）                                                                                       | 15.083分  | 麦凯拉·斯金内尔 · 美国（USA）                                       | 14.916分  | 吕书晶 · 韩国（KOR）                                                          | 14.733分  |
| 高低槓 （詳細）   | 妮娜·德瓦尔 · 比利时（BEL）                                                                                         | 15.200分  | 阿納斯塔西婭·伊利揚科娃 · 俄罗斯奥林匹克委员会（ROC）               | 14.833分  | 蘇妮薩·李 · 美国（USA）                                                       | 14.500分  |
| 平衡木 （詳細）   | 管晨辰 · 中国（CHN）                                                                                                | 14.633分  | 唐茜靖 · 中国（CHN）                                                | 14.233分  | 西蒙·拜爾斯 · 美国（USA）                                                     | 14.000分  |
| 自由體操 （詳細） | 杰德·凯里 · 美国（USA）                                                                                             | 14.366分  | 瓦内莎·费拉里 · 意大利（ITA）                                       | 14.200分  | 村上茉愛 · 日本（JPN）安格林娜·梅利尼科娃 · 俄罗斯奥林匹克委员会（ROC）       | 14.166分  |

### 韻律體操
| 項目              | 金牌 | 金牌      | 银牌 | 银牌      | 铜牌 | 铜牌      |
| 個人全能 （詳細） | 利諾伊·阿什拉姆 · 以色列（ISR）                                                                             | 107.800分 | 迪娜·阿維林娜 · 俄罗斯奥林匹克委员会（ROC）                                                                                                 | 107.650分 | 阿麗娜·戈爾諾西科 · 白俄罗斯（BLR）                                                                       | 102.700分 |
| 團體全能 （詳細） | 保加利亚（BUL） · 西蒙娜·迪扬科娃 · 斯特凡妮·基里亚科娃 · 玛德伦·拉杜卡诺娃 · 劳拉·特拉茨 · 埃丽卡·扎菲罗娃 | 92.100分  | 俄罗斯奥林匹克委员会（ROC） · 阿纳斯塔西娅·布利兹纽克 · 阿纳斯塔西娅·马克西莫娃 · 安格林娜·什卡托娃 · 阿纳斯塔西娅·塔塔列娃 · 阿莉萨·季先科 | 90.700分  | 意大利（ITA） · 马丁娜·琴托凡蒂 · 阿涅塞·杜兰蒂 · 阿莱西娅·毛雷利 · 达妮埃拉·莫古雷安 · 马丁娜·圣安德烈亚 | 87.700分  |

### 蹦床
| 項目              | 金牌                                | 金牌     | 银牌                 | 银牌     | 铜牌                        | 铜牌     |
| 男子個人 （詳細） | 伊萬·利特維諾維奇 · 白俄罗斯（BLR） | 61.715分 | 董栋 · 中国（CHN）   | 61.235分 | 迪倫·施密特 · 新西兰（NZL） | 60.675分 |
| 女子個人 （詳細） | 朱雪莹 · 中国（CHN）                | 56.635分 | 刘灵玲 · 中国（CHN） | 56.350分 | 布里奧尼·佩吉 · 英国（GBR） | 55.735分 |

## 手球
| 項目          | 金牌 | 银牌 | 铜牌 |
| 男子 （詳細） | 法国（FRA） · 吕克·阿巴洛 · 雨果·德卡 · 卢多维克·法夫雷加斯 · 扬·让蒂 · 樊尚·热拉尔 · 米夏埃尔·吉古 · 卢卡·卡拉巴蒂奇 · 尼古拉·卡拉巴蒂奇 · 罗曼·拉加德 · 康坦·马埃 · 迪卡·梅姆 · 蒂莫泰·恩盖桑 · 瓦朗坦·波特 · 内迪姆·雷米利 · 梅尔万·里夏尔松 · 尼古拉·图尔纳                                                     | 丹麦（DEN） · 拉塞·安德松 · 马蒂亚斯·吉塞尔 · 约翰·汉森 · 米克尔·汉森 · 雅各布·霍尔姆 · 埃米尔·雅各布森 · 尼克拉斯·兰丁·雅各布森 · 芒努斯·兰丁·雅各布森 · 马斯·门萨·拉森 · 凯温·默勒 · 亨里克·默尔高 · 莫滕·奥尔森 · 芒努斯·绍斯楚普 · 拉塞·斯万·汉森 · 亨里克·托夫特·汉森                                                 | 西班牙（ESP） · 胡伦·阿吉纳加尔德 · 罗德里戈·科拉莱斯 · 亚历克斯·杜伊舍巴耶夫 · 劳尔·恩特雷里奥斯 · 安赫尔·费尔南德斯·佩雷斯 · 阿德里亚·菲格拉斯 · 安东尼奥·加西亚·罗夫莱多 · 亚历克斯·戈麦斯 · 赫德翁·瓜迪奥拉 · 爱德华多·古尔温多 · 豪尔赫·马克达 · 比兰·莫罗斯 · 贡萨洛·佩雷斯·德巴尔加斯 · 米格尔·桑切斯-米加利翁 · 丹尼尔·萨缅托 · 费兰·索莱 |
| 女子 （詳細） | 法国（FRA） · 梅利娜·诺康迪 · 布朗迪娜·当塞特 · 波利娜·科阿塔尼亚 · 克洛艾·瓦伦蒂尼 · 阿莉松·皮诺 · 科拉莉·拉苏尔斯 · 格拉斯·扎迪 · 阿芒迪娜·莱诺 · 卡丽迪亚图·尼亚卡泰 · 克莱奥帕特·达勒 · 奥塞亚娜·塞尔西安-于戈兰 · 劳拉·弗利普 · 贝亚特丽斯·埃德维热 · 波莱塔·福帕 · 埃丝特勒·恩泽·明科 · 亚历山德拉·拉克拉贝尔 | 俄罗斯奥林匹克委员会（ROC） · Anna Sedoykina · Polina Kuznetsova · Polina Gorshkova · Daria Dmitrieva · Anna Sen · Anna Vyakhireva · Polina Vedekhina · Vladlena Bobrovnikova · Kseniya Makeyeva · Elena Mikhaylichenko · Olga Fomina · Ekaterina Ilina · Yulia Managarova · Antonina Skorobogatchenko · 維多利亞·卡麗妮娜 | 挪威（NOR） · 亨妮·赖斯塔 · 韦罗妮卡·克里斯蒂安森 · 玛丽特·玛尔姆·弗拉菲尤 · 斯蒂娜·斯科格兰 · 诺拉·默克 · 斯蒂娜·布雷达尔·奥夫特达尔 · 西耶·索尔贝格·厄斯塔塞尔 · 卡丽·布拉特塞特·达勒 · 卡特琳·伦德·哈拉尔德森 · 玛丽特·勒斯贝格·雅各布森 · 卡米拉·哈瑞姆 · 桑娜·索尔贝格-伊萨克森 · 克丽斯廷·布雷伊斯特尔 · 玛尔塔·托马茨 · 维尔德·约翰森      |

## 柔道

### 男子
| 項目                   | 金牌                          | 银牌                            | 铜牌                                            |
| 60公斤級 （詳細）      | 高藤直壽 · 日本（JPN）        | 楊勇緯 · 中华台北（TPE）        | 叶尔多斯·斯梅托夫 · （KAZ）                     |
| 60公斤級 （詳細）      | 高藤直壽 · 日本（JPN）        | 楊勇緯 · 中华台北（TPE）        | 盧卡·姆凱德澤 · 法国（FRA）                     |
| 66公斤級 （詳細）      | 阿部一二三 · 日本（JPN）      | 瓦扎·馬爾格韋拉什維利 · （GEO） | 安巴蔚 · 韩国（KOR）                            |
| 66公斤級 （詳細）      | 阿部一二三 · 日本（JPN）      | 瓦扎·馬爾格韋拉什維利 · （GEO） | 丹尼爾·卡格連 · 巴西（BRA）                     |
| 73公斤級 （詳細）      | 大野将平 · 日本（JPN）        | 拉沙·沙夫达图阿什维利 · （GEO） | 安昌林 · 韩国（KOR）                            |
| 73公斤級 （詳細）      | 大野将平 · 日本（JPN）        | 拉沙·沙夫达图阿什维利 · （GEO） | 森多奇尔·朝格特巴塔尔 · 蒙古（MGL）             |
| 81公斤級 （詳細）      | 永瀨貴規 · 日本（JPN）        | 赛义德·莫拉埃 · 蒙古（MGL）     | 沙米爾·博爾查什維利 · 奥地利（AUT）             |
| 81公斤級 （詳細）      | 永瀨貴規 · 日本（JPN）        | 赛义德·莫拉埃 · 蒙古（MGL）     | 馬蒂亞斯·卡斯 · 比利时（BEL）                   |
| 90公斤級 （詳細）      | 拉沙·別卡烏里 · （GEO）       | 愛德華·特里佩爾 · 德国（GER）   | 達夫拉特·波波諾夫 · （UZB）                     |
| 90公斤級 （詳細）      | 拉沙·別卡烏里 · （GEO）       | 愛德華·特里佩爾 · 德国（GER）   | 托特·克里斯蒂安 · 匈牙利（HUN）                 |
| 100公斤級 （詳細）     | 亞倫·沃爾夫 · 日本（JPN）     | 趙求含 · 韩国（KOR）            | 若热·丰塞卡 · 葡萄牙（POR）                     |
| 100公斤級 （詳細）     | 亞倫·沃爾夫 · 日本（JPN）     | 趙求含 · 韩国（KOR）            | 尼亞茲·伊利亞索夫 · 俄罗斯奥林匹克委员会（ROC） |
| 100公斤以上級 （詳細） | 盧卡斯·克帕勒克 · 捷克（CZE） | 古拉姆·圖希什維利 · 法国（FRA） | 特迪·里内 · 法国（FRA）                         |
| 100公斤以上級 （詳細） | 盧卡斯·克帕勒克 · 捷克（CZE） | 古拉姆·圖希什維利 · 法国（FRA） | 塔梅爾蘭·巴沙耶夫 · 俄罗斯奥林匹克委员会（ROC） |

### 女子
| 項目                  | 金牌                                  | 银牌                                    | 铜牌                                          |
| 48公斤級 （詳細）     | 迪絲特麗亞·克拉斯尼奇 · 科索沃（KOS） | 渡名喜风南 · 日本（JPN）                | 达里娅·比洛季德 · 乌克兰（UKR）               |
| 48公斤級 （詳細）     | 迪絲特麗亞·克拉斯尼奇 · 科索沃（KOS） | 渡名喜风南 · 日本（JPN）                | 門赫巴廷·烏蘭采采格 · 蒙古（MGL）             |
| 52公斤級 （詳細）     | 阿部诗 · 日本（JPN）                  | 阿芒迪娜·比沙尔 · 法国（FRA）           | 奥黛特·朱弗里达 · 意大利（ITA）               |
| 52公斤級 （詳細）     | 阿部诗 · 日本（JPN）                  | 阿芒迪娜·比沙尔 · 法国（FRA）           | 雀爾茜·賈爾斯 · 英国（GBR）                   |
| 57公斤級 （詳細）     | 諾拉·賈科瓦 · 科索沃（KOS）           | 莎拉-萊昂妮·西西克 · 法国（FRA）        | 芳田司 · 日本（JPN）                          |
| 57公斤級 （詳細）     | 諾拉·賈科瓦 · 科索沃（KOS）           | 莎拉-萊昂妮·西西克 · 法国（FRA）        | 潔西卡·克林姆凱特 · 加拿大（CAN）             |
| 63公斤級 （詳細）     | 克拉丽丝·阿格贝涅努 · 法国（FRA）     | 蒂娜·特尔斯泰尼亚克 · 斯洛文尼亚（SLO） | 玛丽亚·琴特拉基奥 · 意大利（ITA）             |
| 63公斤級 （詳細）     | 克拉丽丝·阿格贝涅努 · 法国（FRA）     | 蒂娜·特尔斯泰尼亚克 · 斯洛文尼亚（SLO） | 卡特琳·博舍曼-皮纳尔 · 加拿大（CAN）          |
| 70公斤級 （詳細）     | 新井千鹤 · 日本（JPN）                | 米夏埃拉·波萊雷斯 · 奥地利（AUT）       | 马季娜·泰马佐娃 · 俄罗斯奥林匹克委员会（ROC） |
| 70公斤級 （詳細）     | 新井千鹤 · 日本（JPN）                | 米夏埃拉·波萊雷斯 · 奥地利（AUT）       | 桑内·范戴克 · 荷兰（NED）                     |
| 78公斤級 （詳細）     | 滨田尚里 · 日本（JPN）                | 瑪德萊娜·馬隆加 · 法国（FRA）           | 安娜-瑪麗亞·瓦格納 · 德国（GER）              |
| 78公斤級 （詳細）     | 滨田尚里 · 日本（JPN）                | 瑪德萊娜·馬隆加 · 法国（FRA）           | 梅拉·阿吉亞爾 · 巴西（BRA）                   |
| 78公斤以上級 （詳細） | 素根辉 · 日本（JPN）                  | 伊达莉斯·奥尔蒂斯 · 古巴（CUB）         | 伊琳娜·金泽尔斯卡 · 阿塞拜疆（AZE）           |
| 78公斤以上級 （詳細） | 素根辉 · 日本（JPN）                  | 伊达莉斯·奥尔蒂斯 · 古巴（CUB）         | 羅曼·迪科 · 法国（FRA）                       |

### 混合
| 項目              | 金牌 | 银牌 | 铜牌 |
| 混合團體 （詳細） | 法国（FRA） · 克拉丽丝·阿格贝涅努 · 阿芒迪娜·比沙尔 · 纪尧姆·谢纳 · 阿克塞尔·克莱热 · 莎拉-萊昂妮·西西克 · 羅曼·迪科 · 亚历山大·伊迪尔 · 基利安·勒布卢克 · 瑪德萊娜·馬隆加 · 玛尔戈·皮诺 · 特迪·里内 | 日本（JPN） · 阿部一二三 · 阿部诗 · 新井千鹤 · 滨田尚里 · 原澤久喜 · 向翔一郎 · 永瀨貴規 · 大野将平 · 素根辉 · 田代未来 · 亞倫·沃爾夫 · 芳田司 | 德国（GER） · 约翰内斯·弗赖 · 卡尔-里夏德·弗赖 · 雅斯明·格拉博夫斯基 · 卡塔琳娜·门茨 · 多米尼克·雷塞尔 · 焦万娜·斯科奇马罗 · 塞巴斯蒂安·塞德尔 · 特雷莎·施托尔 · 马蒂娜·特拉伊多斯 · 愛德華·特里佩爾 · 安娜-瑪麗亞·瓦格納 · 伊戈尔·万特克 |
| 混合團體 （詳細） | 法国（FRA） · 克拉丽丝·阿格贝涅努 · 阿芒迪娜·比沙尔 · 纪尧姆·谢纳 · 阿克塞尔·克莱热 · 莎拉-萊昂妮·西西克 · 羅曼·迪科 · 亚历山大·伊迪尔 · 基利安·勒布卢克 · 瑪德萊娜·馬隆加 · 玛尔戈·皮诺 · 特迪·里内 | 日本（JPN） · 阿部一二三 · 阿部诗 · 新井千鹤 · 滨田尚里 · 原澤久喜 · 向翔一郎 · 永瀨貴規 · 大野将平 · 素根辉 · 田代未来 · 亞倫·沃爾夫 · 芳田司 | 以色列（ISR） · 托哈尔·布特布尔 · 拉兹·赫什科 · 李·科赫曼 · 茵巴尔·拉尼尔 · 萨吉·穆基 · 提姆娜·纳尔逊-利维 · 彼得·帕利奇克 · 希拉·里绍尼 · 奥尔·萨松 · 吉莉·沙里尔 · 巴鲁赫·什迈洛夫                                                      |

## 空手道

### 男子
| 項目                  | 金牌                          | 银牌                              | 铜牌                                  |
| 67公斤級 （詳細）     | 史蒂文·达科斯塔 · 法国（FRA） | 埃拉伊·沙姆丹 · 土耳其（TUR）     | 达尔汉·阿萨季诺夫 · （KAZ）           |
| 67公斤級 （詳細）     | 史蒂文·达科斯塔 · 法国（FRA） | 埃拉伊·沙姆丹 · 土耳其（TUR）     | 阿卜杜勒拉赫曼·马萨特法 · 约旦（JOR） |
| 75公斤級 （詳細）     | 路易吉·布萨 · 意大利（ITA）   | 拉斐尔·阿加耶夫 · 阿塞拜疆（AZE） | 哈尔什保陶基·加博尔 · 匈牙利（HUN）   |
| 75公斤級 （詳細）     | 路易吉·布萨 · 意大利（ITA）   | 拉斐尔·阿加耶夫 · 阿塞拜疆（AZE） | 斯坦尼斯拉夫·戈鲁纳 · 乌克兰（UKR）   |
| 75公斤以上級 （詳細） | 萨贾德·甘杰扎德 · 伊朗（IRI） | 塔雷格·哈米迪 · 沙特阿拉伯（KSA） | 荒贺龙太郎 · 日本（JPN）              |
| 75公斤以上級 （詳細） | 萨贾德·甘杰扎德 · 伊朗（IRI） | 塔雷格·哈米迪 · 沙特阿拉伯（KSA） | 乌乌尔·阿克塔什 · 土耳其（TUR）       |
| 型 （詳細）           | 喜友名谅 · 日本（JPN）        | 达米安·金特罗 · 西班牙（ESP）     | 阿列尔·托雷斯 · 美国（USA）           |
| 型 （詳細）           | 喜友名谅 · 日本（JPN）        | 达米安·金特罗 · 西班牙（ESP）     | 阿里·索富奥卢 · 土耳其（TUR）         |

### 女子
| 項目                  | 金牌                                   | 银牌                              | 铜牌                            |
| 55公斤級 （詳細）     | 伊韋特·戈拉諾娃 · 保加利亚（BUL）      | 安澤莉卡·特柳加 · 乌克兰（UKR）   | 贝蒂娜·普兰克 · 奥地利（AUT）   |
| 55公斤級 （詳細）     | 伊韋特·戈拉諾娃 · 保加利亚（BUL）      | 安澤莉卡·特柳加 · 乌克兰（UKR）   | 文姿 · 中华台北（TPE）          |
| 61公斤級 （詳細）     | 约瓦娜·普雷科维奇 · 塞尔维亚（SRB）    | 尹笑言 · 中国（CHN）              | 吉安娜·法鲁克 · 埃及（EGY）     |
| 61公斤級 （詳細）     | 约瓦娜·普雷科维奇 · 塞尔维亚（SRB）    | 尹笑言 · 中国（CHN）              | 梅尔韦·乔班 · 土耳其（TUR）     |
| 61公斤以上級 （詳細） | 法莉雅爾·阿卜杜勒-阿齊茲 · 埃及（EGY） | 伊琳娜·扎列茨卡 · 阿塞拜疆（AZE） | 龚莉 · 中国（CHN）              |
| 61公斤以上級 （詳細） | 法莉雅爾·阿卜杜勒-阿齊茲 · 埃及（EGY） | 伊琳娜·扎列茨卡 · 阿塞拜疆（AZE） | 索菲娅·别鲁尔采娃 · （KAZ）     |
| 型 （詳細）           | 桑德拉·桑切斯 · 西班牙（ESP）          | 清水希容 · 日本（JPN）            | 劉慕裳 · 中国香港（HKG）        |
| 型 （詳細）           | 桑德拉·桑切斯 · 西班牙（ESP）          | 清水希容 · 日本（JPN）            | 维维安娜·博塔罗 · 意大利（ITA） |

## 現代五項
| 項目          | 金牌                      | 银牌                              | 铜牌                            |
| 男子 （詳細） | 喬·鍾 · 英国（GBR）       | 艾哈迈德·詹迪 · 埃及（EGY）       | 全雄太 · 韩国（KOR）            |
| 女子 （詳細） | 凯特·弗伦奇 · 英国（GBR） | 劳拉·阿萨道斯凯特 · 立陶宛（LTU） | 科瓦奇·绍罗尔陶 · 匈牙利（HUN） |

## 划船

### 男子
| 項目                    | 金牌 | 金牌    | 银牌 | 银牌    | 铜牌 | 铜牌    |
| 單人雙槳 （詳細）       | 斯特凡诺斯·杜斯科斯 · 希腊（GRE） | 6:40.45 | 谢蒂尔·博克 · 挪威（NOR） | 6:41.66 | 达米尔·马丁 · 克罗地亚（CRO） | 6:42.58 |
| 雙人單槳無舵手 （詳細） | 克罗地亚（CRO） · 马丁·辛科维奇 · 瓦伦特·辛科维奇                                                                                                   | 6:15.29 | 罗马尼亚（ROU） · 马里乌斯·科兹缪克 · 奇普里安·图多瑟 | 6:16.58 | 丹麦（DEN） · 弗雷德里克·维斯塔维尔 · 约阿希姆·苏顿 | 6:19.88 |
| 雙人雙槳 （詳細）       | 法国（FRA） · 雨果·布舍龙 · 马蒂厄·安德罗迪亚 | 6:00.33 | 荷兰（NED） · 梅尔文·特维拉尔 · 斯特凡·布罗宁克 | 6:00.53 | 中国（CHN） · 刘治宇 · 张亮 | 6:03.63 |
| 輕量級雙人雙槳 （詳細） | 爱尔兰（IRL） · 芬坦·麦卡锡 · 保罗·奥多诺万 | 6:06.43 | 德国（GER） · 约纳坦·罗梅尔曼 · 雅松·奥斯博尔内 | 6:07.29 | 意大利（ITA） · 斯特凡诺·奥波 · 彼得羅·魯塔 | 6:14.30 |
| 四人單槳無舵手 （詳細） | （AUS） · 亚历山大·珀内尔 · 斯彭切尔·图林 · 杰克·哈格里夫斯 · 亚历山大·希尔                                                                         | 5:42.76 | 罗马尼亚（ROU） · 米赫伊策·齐格内斯库 · 穆古雷尔·塞姆丘克 · 斯特凡·贝拉留 · 科斯明·帕斯卡里                                                                           | 5:43.13 | 意大利（ITA） · 马泰奥·卡斯塔尔多 · 马尔科·迪科斯坦佐 · 马泰奥·洛多 · 朱塞佩·维奇诺 · 布鲁诺·罗塞蒂                                                                | 5:43.60 |
| 四人雙槳 （詳細）       | 荷兰（NED） · 迪尔克·艾滕博哈德 · 阿贝·维尔斯马 · 托内·维滕 · 科恩·梅采马克斯                                                                       | 5:32.03 | 英国（GBR） · 哈里·利斯克 · 安格斯·格鲁姆 · 汤姆·巴拉斯 · 杰克·博蒙特                                                                                                 | 5:33.75 | （AUS） · 杰克·克利里 · 凯莱布·安蒂尔 · 卡梅伦·格德尔斯通 · 卢克·莱彻                                                                                              | 5:33.97 |
| 八人單槳有舵手 （詳細） | 新西兰（NZL） · 汤姆·麦金托什 · 哈米什·邦德 · 汤姆·默里 · 迈克尔·布雷克 · 丹·威廉森 · 菲利普·威尔逊 · 肖恩·柯卡姆 · 马特·麦克唐纳 · 萨姆·博斯沃思 c | 5:24.64 | 德国（GER） · 约翰内斯·魏森费尔德 · 劳里茨·福勒特 · 奥拉夫·罗根扎克 · 托尔本·约翰内森 · 雅各布·施奈德 · 马尔特·雅克希克 · 里夏德·施密特 · 汉内斯·奥奇克 · 马丁·绍尔 c | 5:25.60 | 英国（GBR） · 乔希·布加伊斯基 · 雅各布·道森 · 托马斯·乔治 · 穆罕默德·斯比希 · 查尔斯·埃尔威斯 · 奥利弗·温-格里菲思 · 詹姆斯·拉德金 · 托马斯·福特 · 亨利·菲尔德曼 c | 5:25.73 |

### 女子
| 項目                    | 金牌 | 金牌    | 银牌 | 银牌    | 铜牌                                                                                   | 铜牌    |
| 單人雙槳 （詳細）       | 埃玛·特威格 · 新西兰（NZL） | 7:13.97 | 安娜·普拉卡岑 · 俄罗斯奥林匹克委员会（ROC） | 7:17.39 | 玛格达莱娜·洛布尼希 · 奥地利（AUT）                                                    | 7:19.72 |
| 雙人單槳無舵手 （詳細） | 新西兰（NZL） · 格雷丝·普伦德加斯特 · 克丽·高勒 | 6:50.19 | 俄罗斯奥林匹克委员会（ROC） · 瓦西莉萨·斯捷潘诺娃 · 叶连娜·奥里亚宾斯卡娅                                                                             | 6:51.45 | 加拿大（CAN） · 凯莉·菲尔默 · 希拉丽·詹森斯                                            | 6:52.10 |
| 雙人雙槳 （詳細）       | 罗马尼亚（ROU） · 妮科莱塔-安库察·博德纳尔 · 西蒙娜·拉迪什 | 6:41.03 | 新西兰（NZL） · 布鲁克·多诺霍 · 汉娜·奥斯本 | 6:44.82 | 荷兰（NED） · 萝斯·德容 · 莉萨·斯赫纳尔德                                              | 6:45.73 |
| 輕量級雙人雙槳 （詳細） | 意大利（ITA） · 瓦伦蒂娜·罗迪尼 · 费代丽卡·切萨里尼 | 6:47.54 | 法国（FRA） · 劳拉·塔朗托拉 · 克莱尔·博韦 | 6:47.68 | 荷兰（NED） · 玛丽克·凯泽 · 伊尔瑟·保利斯                                              | 6:48.03 |
| 四人單槳無舵手 （詳細） | （AUS） · 露西·斯蒂芬 · 罗斯玛丽·波帕 · 杰茜卡·莫里森 · 安娜贝勒·麦金太尔                                                                                                | 6:15.37 | 荷兰（NED） · 埃伦·霍赫韦尔夫 · 卡罗琳·弗洛赖因 · 伊姆克耶·克莱费林 · 韦罗妮克·梅斯特                                                                 | 6:15.71 | 爱尔兰（IRL） · 埃弗丽克·基奥 · 伊玛·莱姆 · 菲奥娜·默塔 · 埃米莉·赫加蒂                | 6:20.46 |
| 四人雙槳 （詳細）       | 中国（CHN） · 陈云霞 · 张灵 · 吕扬 · 崔晓桐 | 6:05.13 | 波兰（POL） · 阿格涅什卡·科布斯-扎沃伊斯卡 · 玛尔塔·维利奇科 · 玛丽亚·萨伊达克 · 卡塔日娜·齐尔曼                                                      | 6:11.36 | （AUS） · 里娅·汤普森 · 罗伊娜·梅雷迪思 · 哈丽雅特·赫德森 · 凯特琳·克罗宁              | 6:12.08 |
| 八人單槳有舵手 （詳細） | 加拿大（CAN） · 苏珊·格兰杰 · 卡西娅·格鲁恰拉-韦谢尔斯基 · 麦迪逊·梅利 · 悉妮·佩恩 · 安德烈娅·普罗斯克 · 莉萨·罗曼 · 克丽丝廷·罗珀 · 阿瓦隆·韦斯特尼斯 · 克丽丝滕·基特 c | 5:59.13 | 新西兰（NZL） · 埃拉·格林斯莱德 · 埃玛·戴克 · 露西·斯普尔斯 · 凯尔茜·贝文 · 格雷丝·普伦德加斯特 · 克丽·高勒 · 贝丝·罗斯 · 杰姬·高勒 · 凯莱布·谢泼德 c | 6:00.04 | 中国（CHN） · 郭淋淋 · 巨蕊 · 李晶晶 · 苗甜 · 王子凤 · 王宇微 · 徐菲 · 张敏 · 张德常 c | 6:01.21 |

## 七人制橄欖球
| 項目          | 金牌 | 银牌 | 铜牌 |
| 男子 （詳細） | 斐济 - Napolioni Bolaca - Vilimoni Botitu - Meli Derenalagi - 西雷利·馬卡拉 - Iosefo Masi - Waisea Nacuqu - Kalione Nasoko - Semi Radradra - Aminiasi Tuimaba - Asaeli Tuivuaka - Jerry Tuwai - Josua Vakurunabili - Jiuta Wainiqolo | 新西兰 - 库尔特·贝克 - 迪伦·科利尔 - 斯科特·柯里 - Andrew Knewstubb - Ngarohi McGarvey-Black - Tim Mikkelson - Sione Molia - Etene Nanai-Seturo - Tone Ng Shiu - Amanaki Nicole - William Warbrick - 里甘·韦尔 - 乔·韦伯 | 阿根廷 - 圣地亚哥·阿尔瓦雷斯 - 劳塔罗·巴桑 - Lucio Cinti - 费利佩·德尔梅斯特雷 - 罗德里戈·埃查特 - 卢西亚诺·冈萨雷斯 - 罗德里戈·伊斯格罗 - 圣地亚哥·马雷 - 伊格纳西奥·门迪 - 马科斯·莫内塔 - Matías Osadczuk - 加斯东·雷沃尔 - Germán Schulz |
| 女子 （詳細） | 新西兰 - 迈克拉·布莱德 - 凯莉·布雷热 - 盖尔·布劳顿 - 特雷莎·菲茨帕特里克 - Stacey Fluhler - Sarah Hirini - Shiray Kaka - Tyla Nathan-Wong - Risi Pouri-Lane - Alena Saili - Ruby Tui - Tenika Willison - 波希娅·伍德曼               | 法国 - 科拉莉·贝特朗 - Anne-Cécile Ciofani - 卡罗琳·德鲁安 - Camille Grassineau - 莉娜·介朗 - 范妮·奥尔塔 - 香农·伊扎 - 克洛伊·雅凯 - Carla Neisen - 塞拉菲娜·奥肯巴 - Chloé Pelle - Jade Ulutule                        | 斐济 - Lavena Cavuru - Raijieli Daveua - Sesenieli Donu - Laisana Likuceva - Rusila Nagasau - Ana Naimasi - Alowesi Nakoci - Roela Radiniyavuni - Viniana Riwai - Ana Maria Roqica - Vasiti Solikoviti - Lavenia Tinai - Reapi Ulunisau      |

## 帆船

### 男子
| 項目            | 金牌                                        | 银牌                                                | 铜牌                                                |
| RS:X （詳細）   | 基兰·巴德卢 · 荷兰（NED）                   | 托马·戈亚尔 · 法国（FRA）                           | 毕焜 · 中国（CHN）                                  |
| 雷射型 （詳細） | 马修·沃恩 · （AUS）                         | 湯奇·史蒂潘諾維奇 · 克罗地亚（CRO）                 | 赫尔曼·托马斯高 · 挪威（NOR）                       |
| 芬蘭型 （詳細） | 賈爾斯·斯科特 · 英国（GBR）                 | 拜赖茨·容博尔 · 匈牙利（HUN）                       | 霍安·卡多纳·门德斯 · 西班牙（ESP）                  |
| 470型 （詳細）  | （AUS） · 马修·贝尔彻 · 威廉·瑞安           | 瑞典（SWE） · 安东·达尔贝里 · 弗雷德里克·贝里斯特伦 | 西班牙（ESP） · 霍尔迪·哈马尔 · 尼古拉斯·罗德里格斯 |
| 49人型 （詳細） | 英国（GBR） · 迪伦·弗莱彻 · 斯图尔特·比瑟尔 | 新西兰（NZL） · 彼得·伯林 · 布莱尔·图克             | 德国（GER） · 埃里克·海尔 · 托马斯·普勒塞尔         |

### 女子
| 項目              | 金牌                                        | 银牌                                                  | 铜牌                                              |
| RS:X （詳細）     | 卢云秀 · 中国（CHN）                        | 沙利纳·皮康 · 法国（FRA）                             | 埃玛·威尔逊 · 英国（GBR）                         |
| 輻射型 （詳細）   | 安妮-玛丽·林多姆 · 丹麦（DEN）              | 约瑟芬·奥尔松 · 瑞典（SWE）                           | 玛丽特·鲍梅斯特 · 荷兰（NED）                     |
| 470型 （詳細）    | 英国（GBR） · 汉娜·米尔斯 · 艾莉德·麦金太尔 | 波兰（POL） · 阿格涅什卡·斯克日普莱茨 · 约兰塔·奥加尔 | 法国（FRA） · 卡米耶·勒库安特 · 阿洛伊丝·勒托尔纳 |
| 49人FX型 （詳細） | 巴西（BRA） · 马蒂娜·格拉埃尔 · 卡埃娜·孔泽 | 德国（GER） · 蒂娜·卢茨 · 苏珊·博伊克                 | 荷兰（NED） · 安妮米克·贝克林 · 安妮特·迪茨       |

### 混合
| 項目                | 金牌                                        | 银牌                                    | 铜牌                                          |
| 诺卡拉17型 （詳細） | 意大利（ITA） · 鲁杰罗·蒂塔 · 卡泰丽娜·班蒂 | 英国（GBR） · 约翰·吉姆森 · 安娜·伯内特 | 德国（GER） · 保罗·科尔霍夫 · 阿丽卡·施图莱默 |

## 射擊

### 男子
| 項目                    | 金牌                           | 银牌                                          | 铜牌                            |  |  |  |
| 10公尺空氣步槍 （詳細） | 威廉·沙纳 · 美国（USA） OR     | 盛李豪 · 中国（CHN）                          | 杨皓然 · 中国（CHN）            |  |  |  |
| 50公尺步槍三姿 （詳細） | 张常鸿 · 中国（CHN） WR        | 謝爾蓋·卡緬斯基 · 俄罗斯奥林匹克委员会（ROC） | 米倫科·塞比奇 · 塞尔维亚（SRB） |  |  |  |
|                         |                                |                                               |                                 |  |  |  |
| 10公尺空氣手槍 （詳細） | 賈瓦德·弗羅吉 · 伊朗（IRI） OR | 達米爾·米凱奇 · 塞尔维亚（SRB）               | 庞伟 · 中国（CHN）              |  |  |  |
| 25公尺快射手槍 （詳細） | 让·基康普瓦 · 法国（FRA） =OR  | 萊烏里斯·普波 · 古巴（CUB）                   | 李越宏 · 中国（CHN）            |  |  |  |
|                         |                                |                                               |                                 |  |  |  |
| 不定向飛靶 （詳細）     | 伊日·利普塔克 · 捷克（CZE） OR | 达维德·科斯特莱茨基 · 捷克（CZE） OR          | 马修·科沃德-霍利 · 英国（GBR）  |  |  |  |
| 定向飛靶 （詳細）       | 文森特·汉考克 · 美国（USA） OR | 賈斯珀·漢森 · 丹麦（DEN）                     | 阿卜杜拉·拉希迪 · 科威特（KUW） |  |  |  |

### 女子
| 項目                    | 金牌                                                   | 银牌                                                | 铜牌                                          |  |  |  |
| 10公尺空氣步槍 （詳細） | 杨倩 · 中国（CHN） OR                                  | 阿纳斯塔西娅·加拉申娜 · 俄罗斯奥林匹克委员会（ROC） | 妮娜·克里斯汀 · 瑞士（SUI）                   |  |  |  |
| 50公尺步槍三姿 （詳細） | 妮娜·克里斯汀 · 瑞士（SUI） OR                         | 尤莉亞·濟科娃 · 俄罗斯奥林匹克委员会（ROC）         | 尤莉亞·卡里莫娃 · 俄罗斯奥林匹克委员会（ROC） |  |  |  |
|                         |                                                        |                                                     |                                               |  |  |  |
| 10公尺空氣手槍 （詳細） | 维塔利娜·巴察拉什金娜 · 俄罗斯奥林匹克委员会（ROC） OR | 安托阿內塔·科斯塔蒂諾娃 · 保加利亚（BUL）           | 姜冉馨 · 中国（CHN）                          |  |  |  |
| 25公尺手槍 （詳細）     | 维塔利娜·巴察拉什金娜 · 俄罗斯奥林匹克委员会（ROC） OR | 金珉静 · 韩国（KOR） OR                             | 肖嘉芮萱 · 中国（CHN）                        |  |  |  |
|                         |                                                        |                                                     |                                               |  |  |  |
| 不定向飛靶 （詳細）     | 苏珊娜·雷哈克-什特费切科娃 · 斯洛伐克（SVK） OR        | 凱伊爾·白朗寧 · 美国（USA）                         | 亚历山德拉·佩里利 · 圣马力诺（SMR）           |  |  |  |
| 定向飛靶 （詳細）       | 安柏·英格利什 · 美国（USA） OR                         | 迪亚娜·巴科西 · 意大利（ITA）                       | 魏萌 · 中国（CHN）                            |  |  |  |

### 混合
| 項目                        | 金牌                                                  | 银牌                                                                        | 铜牌                                                            |
| 團體10公尺空氣步槍 （詳細） | 中国（CHN） · 杨倩 · 杨皓然                           | 美国（USA） · 瑪麗·圖克爾 · 盧卡斯·科澤涅斯基                               | 俄罗斯奥林匹克委员会（ROC） · 尤莉亞·卡里莫娃 · 謝爾蓋·卡緬斯基 |
| 團體10公尺空氣手槍 （詳細） | 中国（CHN） · 姜冉馨 · 庞伟                           | 俄罗斯奥林匹克委员会（ROC） · 维塔利娜·巴察拉什金娜 · 阿爾喬姆·切爾諾烏索夫 | 乌克兰（UKR） · 奥列娜·科斯捷维奇 · 奧列格·奧梅利丘克           |
| 團體不定向飛靶 （詳細）     | 西班牙（ESP） · 阿尔韦托·费尔南德斯 · 法蒂瑪·加爾維斯 | 圣马力诺（SMR） · 吉安·馬爾科·貝爾蒂 · 亚历山德拉·佩里利                    | 美国（USA） · 布萊恩·布洛斯 · 瑪德琳·伯諾                       |

## 滑板
| 項目              | 金牌                   | 银牌                        | 铜牌                    |
| 男子公园 （詳細） | 基根·帕尔默 · （AUS）  | 佩德罗·巴罗斯 · 巴西（BRA） | 科里·朱诺 · 美国（USA） |
| 男子街头 （詳細） | 堀米雄斗 · 日本（JPN） | 凯尔文·赫夫勒 · 巴西（BRA） | 積加·伊頓 · 美国（USA） |
| 女子公园 （詳細） | 四十住櫻 · 日本（JPN） | 開心那 · 日本（JPN）        | 斯凯·布朗 · 英国（GBR） |
| 女子街头 （詳細） | 西矢椛 · 日本（JPN）   | 赖萨·莱亚尔 · 巴西（BRA）   | 中山楓奈 · 日本（JPN）  |

## 攀登
| 項目              | 金牌                                   | 银牌                          | 铜牌                        |
| 男子全能 （詳細） | 阿爾貝托·吉內斯·洛佩斯 · 西班牙（ESP） | 納撒尼爾·科爾曼 · 美国（USA） | 雅各·舒伯特 · 奥地利（AUT） |
| 女子全能 （詳細） | 揚佳·甘布雷特 · 斯洛文尼亚（SLO）      | 野中生萌 · 日本（JPN）        | 野口啟代 · 日本（JPN）      |

## 壘球
| 項目     | 金牌 | 银牌 | 铜牌 |
| 女子壘球 | 日本（JPN） · 我妻悠香 · 渥美萬奈 · 藤田倭 · 後藤希友 · 原田和香 · 市口侑果 · 川畑瞳 · 清原奈侑 · 峰幸代 · 森沙耶香 · 內藤實穗 · 上野由岐子 · 山崎早紀 · 山田惠里 · 山本優 | 美国（USA） · 艾莉·阿吉拉爾 · 莫妮卡·阿博特 · 瓦萊麗·阿里奧托 · 艾莉·卡爾達 · 阿曼達·奇德斯特 · 瑞秋·加西亞 · 海莉·麥克萊尼 · 米歇爾·莫爾特里 · 德賈·穆利波拉 · 奧布莉·門羅 · 布芭·尼科爾斯 · 卡特·奧斯特曼 · 珍妮·里德 · 德萊妮·斯波爾丁 · 凱爾西·斯圖爾特 | 加拿大（CAN） · 珍娜·凱拉 · 艾瑪·恩茨明格 · 拉莉莎·富蘭克林 · 珍妮弗·吉爾伯特 · 莎拉·格羅內韋根 · 凱爾西·哈什曼 · 維多利亞·海沃德 · 丹妮爾·勞里 · 珍妮特·梁 · 喬伊·黎 · 艾莉卡·波利多里 · 卡莉·拉夫特 · 勞倫·雷古拉 · 珍妮弗·薩林 · 纳塔莉·怀德曼 |

## 衝浪
| 項目              | 金牌                        | 银牌                          | 铜牌                     |
| 男子短板 （詳細） | 伊塔洛·费雷拉 · 巴西（BRA） | 五十岚卡诺亚 · 日本（JPN）    | 欧文·赖特 · （AUS）      |
| 女子短板 （詳細） | 卡丽莎·穆尔 · 美国（USA）   | 比安卡·比滕道格 · 南非（RSA） | 都筑有梦路 · 日本（JPN） |

## 游泳

### 男子
| 項目 | 金牌 | 金牌       | 银牌 | 银牌       | 铜牌 | 铜牌       |
| 50公尺自由式 （詳細） | 凱勒布·德萊賽爾 · 美国（USA） | 21.07 OR   | 弗洛朗·馬納杜 · 法国（FRA） | 21.55      | 布魯諾·富拉圖斯 · 巴西（BRA） | 21.57      |
| 100公尺自由式 （詳細） | 凱勒布·德萊賽爾 · 美国（USA） | 47.02 OR   | 凯尔·查默斯 · （AUS） | 47.08      | 克利门特·科列斯尼科夫 · 俄罗斯奥林匹克委员会（ROC）                                                                                             | 47.44      |
| 200公尺自由式 （詳細） | 托馬斯·迪安 · 英国（GBR） | 1:44.22    | 鄧肯·斯科特 · 英国（GBR） | 1:44.26    | 费尔南多·舍费尔 · 巴西（BRA） | 1:44.66 SA |
| 400公尺自由式 （詳細） | 艾哈迈德·哈夫纳维 · 突尼斯（TUN） | 3:43.36    | 傑克·麥克勞林 · （AUS） | 3:43.52    | 基蘭·史密斯 · 美国（USA） | 3:43.94    |
| 800公尺自由式 （詳細） | 羅伯特·芬克 · 美国（USA） | 7:41.87    | 格雷戈里奧·帕特里尼耶里 · 意大利（ITA） | 7:42.11    | 米哈伊洛·罗曼丘克 · 乌克兰（UKR） | 7:42.33    |
| 1500公尺自由式 （詳細） | 羅伯特·芬克 · 美国（USA） | 14:39.65   | 米哈伊洛·罗曼丘克 · 乌克兰（UKR） | 14:40.66   | 弗洛里安·韦尔布罗克 · 德国（GER） | 14:40.91   |
| | |            | |            | |            |
| 100公尺仰式 （詳細） | 叶夫根尼·雷洛夫 · 俄罗斯奥林匹克委员会（ROC） | 51.98 ER   | 克利门特·科列斯尼科夫 · 俄罗斯奥林匹克委员会（ROC） | 52.00      | 萊恩·墨菲 · 美国（USA） | 52.19      |
| 200公尺仰式 （詳細） | 叶夫根尼·雷洛夫 · 俄罗斯奥林匹克委员会（ROC） | 1:53.27 OR | 萊恩·墨菲 · 美国（USA） | 1:54.15    | 盧克·格林班克 · 英国（GBR） | 1:54.72    |
| | |            | |            | |            |
| 100公尺蛙式 （詳細） | 亞當·佩蒂 · 英国（GBR） | 57.37      | 阿尔诺·卡明哈 · 荷兰（NED） | 58.00      | 尼科羅·馬丁寧吉 · 意大利（ITA） | 58.33      |
| 200公尺蛙式 （詳細） | 扎克·斯塔布利特-庫克 · （AUS） | 2:06.38 OR | 阿尔诺·卡明哈 · 荷兰（NED） | 2:07.01    | 马蒂·马茨松 · 芬兰（FIN） | 2:07.13    |
| | |            | |            | |            |
| 100公尺蝶式 （詳細） | 凱勒布·德萊賽爾 · 美国（USA） | 49.45 WR   | 米拉克·克里什托夫 · 匈牙利（HUN） | 49.68 ER   | 諾亞·龐蒂 · 瑞士（SUI） | 50.74      |
| 200公尺蝶式 （詳細） | 米拉克·克里什托夫 · 匈牙利（HUN） | 1:51.25 OR | 本多灯 · 日本（JPN） | 1:53.73    | 費德里科·布迪索 · 意大利（ITA） | 1:54.45    |
| | |            | |            | |            |
| 200公尺個人混合式 （詳細） | 汪顺 · 中国（CHN） | 1:55.00 AS | 鄧肯·斯科特 · 英国（GBR） | 1:55.28    | 热雷米·德普朗什 · 瑞士（SUI） | 1:56.17    |
| 400公尺個人混合式 （詳細） | 恰斯·卡利斯茲 · 美国（USA） | 4:09.42    | 傑·列達蘭 · 美国（USA） | 4:10.28    | 布蘭頓·史密斯 · （AUS） | 4:10.38    |
| | |            | |            | |            |
| 4×100公尺自由式接力 （詳細） | 美国（USA） · 凱勒布·德萊賽爾 (47.26) · 布萊克·佩羅尼 (47.58) · 鮑·貝克 (47.44) · 扎克·埃波 (46.69) · 布魯克斯·柯里a                                                      | 3:08.97    | 意大利（ITA） · 亚历山德罗·米雷西 (47.72) · 托马斯·切孔 (47.45) · 洛伦佐·扎泽里 (47.31) · 马努埃尔·弗里戈 (47.63) · 桑托·孔多雷利a                                                    | 3:10.11    | （AUS） · 马修·坦普尔 (48.07) · 扎克·因切尔蒂 (47.55) · 亚历山大·格雷厄姆 (48.16) · 凯尔·查默斯 (46.44) · 卡梅伦·麦克沃伊a                      | 3:10.22    |
| 4×200公尺自由式接力 （詳細） | 英国（GBR） · 托馬斯·迪安 (1:45.72) · 詹姆斯·蓋伊 (1:44.40) · 馬修·理查茲 (1:45.01) · 鄧肯·斯科特 (1:43.45) · 卡倫·賈維斯a                                                | 6:58.58 ER | 俄罗斯奥林匹克委员会（ROC） · 马丁·马柳京 (1:45.69) · 伊万·吉廖夫 (1:45.63) · 叶夫根尼·雷洛夫 (1:45.26) · 米哈伊尔·多夫加柳克 (1:45.23) · 亚历山大·克拉斯内赫a · 米哈伊尔·韦科维谢夫a | 7:01.81    | （AUS） · 亚历山大·格雷厄姆 (1:46.00) · 凯尔·查默斯 (1:45.35) · 扎克·因切尔蒂 (1:45.75) · 托馬斯·尼爾 (1:44.74) · 麥克·霍爾頓a · 伊萊賈·溫寧頓a | 7:01.84    |
| 4×100公尺混合式接力 （詳細） | 美国（USA） · 萊恩·墨菲 (52.31) · 迈克尔·安德鲁 (58.49) · 凱勒布·德萊賽爾 (49.03) · 扎克·埃波 (46.95) · 亨特·阿姆斯特朗a · 布萊克·佩羅尼a · 湯姆·席爾茲a · 安德魯·威爾森a | 3:26.78 WR | 英国（GBR） · 盧克·格林班克 (53.63) · 亞當·佩蒂 (56.53) · 詹姆斯·蓋伊 (50.27) · 鄧肯·斯科特 (47.08) · 詹姆斯·威尔比a                                                                  | 3:27.51 ER | 意大利（ITA） · 托马斯·切孔 (52.52) · 尼科羅·馬丁寧吉 (58.11) · 費德里科·布迪索 (51.07) · 亚历山德罗·米雷西 (47.47)                             | 3:29.17    |
| | |            | |            | |            |
| 10公里馬拉松 （詳細） | 弗洛里安·韦尔布罗克 · 德国（GER） | 1:48:33.7  | 拉绍夫斯基·克里什托夫 · 匈牙利（HUN） | 1:48:59.0  | 格雷戈里奧·帕特里尼耶里 · 意大利（ITA） | 1:49:01.1  |
| AF 非洲紀錄 \| AM 美洲紀錄 \| AS 亞洲紀錄 \| ER 歐洲紀錄 \| OC 大洋洲紀錄 \| OR 奧運紀錄 \| WR 世界紀錄 NR 國家/地區紀錄（本賽事所產生的任何世界紀錄必然為奧運、洲際和國家紀錄。洲際紀錄（大陸區域）也為國家/地區紀錄）。 | |            | |            | |            |

a  該運動員雖僅參加非決賽賽事，但仍獲得獎牌

### 女子
| 項目 | 金牌 | 金牌         | 银牌 | 银牌       | 铜牌 | 铜牌       |
| 50公尺自由式 （詳細） | 艾瑪·麥基翁 · （AUS） | 23.81 OR     | 萨拉·舍斯特伦 · 瑞典（SWE） | 24.07      | 佩妮莱·布卢默 · 丹麦（DEN） | 24.21      |
| 100公尺自由式 （詳細） | 艾瑪·麥基翁 · （AUS） | 51.96 OR, OC | 何詩蓓 · 中国香港（HKG） | 52.27 AS   | 凯特·坎贝尔 · （AUS） | 52.52      |
| 200公尺自由式 （詳細） | 阿里亚妮·蒂特马斯 · （AUS） | 1:53.50 OR   | 何詩蓓 · 中国香港（HKG） | 1:53.92 AS | 佩妮·奥莱克夏克 · 加拿大（CAN） | 1:54.70    |
| 400公尺自由式 （詳細） | 阿里亚妮·蒂特马斯 · （AUS） | 3:56.69 OC   | 姬蒂·雷德基 · 美国（USA） | 3:57.36    | 李冰潔 · 中国（CHN） | 4:01.08 AS |
| 800公尺自由式 （詳細） | 姬蒂·雷德基 · 美国（USA） | 8:12.57      | 阿里亚妮·蒂特马斯 · （AUS） | 8:13.83 OC | 西蒙娜·夸达雷拉 · 意大利（ITA） | 8:18.35    |
| 1500公尺自由式 （詳細） | 姬蒂·雷德基 · 美国（USA） | 15:37.34     | 埃莉卡·沙利文 · 美国（USA） | 15:41.41   | 莎拉·克勒 · 德国（GER） | 15:42.91   |
| | |              | |            | |            |
| 100公尺仰式 （詳細） | 凯莉·麦基翁 · （AUS） | 57.47 OR     | 凯莉·马斯 · 加拿大（CAN） | 57.72      | 丽根·史密斯 · 美国（USA） | 58.05      |
| 200公尺仰式 （詳細） | 凯莉·麦基翁 · （AUS） | 2:04.68      | 凯莉·马斯 · 加拿大（CAN） | 2:05.42    | 埃米莉·西博姆 · （AUS） | 2:06.17    |
| | |              | |            | |            |
| 100公尺蛙式 （詳細） | 莉迪亞·雅各比 · 美国（USA） | 1:04.95      | 塔恰娜·斯昆马克 · 南非（RSA） | 1:05.22    | 莉莉·金 · 美国（USA） | 1:05.54    |
| 200公尺蛙式 （詳細） | 塔恰娜·斯昆马克 · 南非（RSA） | 2:18.95 WR   | 莉莉·金 · 美国（USA） | 2:19.92    | 安妮·拉佐尔 · 美国（USA） | 2:20.84    |
| | |              | |            | |            |
| 100公尺蝶式 （詳細） | 玛格丽特·麦克尼尔 · 加拿大（CAN） | 55.59 AM     | 张雨霏 · 中国（CHN） | 55.64      | 艾瑪·麥基翁 · （AUS） | 55.72 OC   |
| 200公尺蝶式 （詳細） | 张雨霏 · 中国（CHN） | 2:03.86 OR   | 丽根·史密斯 · 美国（USA） | 2:05.30    | 哈莉·弗利金杰 · 美国（USA） | 2:05.65    |
| | |              | |            | |            |
| 200公尺個人混合式 （詳細） | 大橋悠依 · 日本（JPN） | 2:08.52      | 亚历山德拉·沃尔什 · 美国（USA） | 2:08.65    | 凯特·道格拉斯 · 美国（USA） | 2:09.04    |
| 400公尺個人混合式 （詳細） | 大橋悠依 · 日本（JPN） | 4:32.08      | 艾瑪·韋安特 · 美国（USA） | 4:32.76    | 哈莉·弗利金杰 · 美国（USA） | 4:34.90    |
| | |              | |            | |            |
| 4×100公尺自由式接力 （詳細） | （AUS） · 勃朗特·坎贝尔 (53.01) · 梅格·哈里斯 (53.09) · 艾瑪·麥基翁 (51.35) · 凯特·坎贝尔 (52.24) · 莫莉·奥卡拉汉a · 麦迪逊·威尔逊a                        | 3:29.69 WR   | 加拿大（CAN） · 凯拉·桑切斯 (53.42) · 玛格丽特·麦克尼尔 (53.47) · 丽贝卡·史密斯 (53.63) · 佩妮·奥莱克夏克 (52.26) · 泰勒·拉克a                                | 3:32.78    | 美国（USA） · 艾丽卡·布朗 (54.02) · 阿比·魏策尔 (52.68) · 娜塔莉·海因斯 (53.15) · 西蒙娜·曼努埃尔 (52.96) · 凯蒂·德鲁夫a · 艾莉森·施米特a · 奥利维娅·斯莫利加a                    | 3:32.81    |
| 4×200公尺自由式接力 （詳細） | 中国（CHN） · 杨浚瑄 (1:54.37) · 汤慕涵 (1:55.00) · 张雨霏 (1:55.66) · 李冰潔 (1:55.30) · 董洁a · 张一璠a                                                  | 7:40.33 WR   | 美国（USA） · 艾莉森·施米特 (1:56.34) · 佩奇·马登 (1:55.25) · 凯蒂·麦克劳克林 (1:55.38) · 姬蒂·雷德基 (1:53.76) · 布鲁克·福德a · 贝拉·西姆斯a                 | 7:40.73 AM | （AUS） · 阿里亚妮·蒂特马斯 (1:54.51) · 艾瑪·麥基翁 (1:55.31) · 麦迪逊·威尔逊 (1:55.62) · 利娅·尼尔 (1:55.85) · 塔姆辛·库克a · 梅格·哈里斯a · 莫莉·奥卡拉汉a · 布里安娜·思罗塞尔a | 7:41.29 OC |
| 4×100公尺混合式接力 （詳細） | （AUS） · 凯莉·麦基翁 (58.01) · 切尔茜·霍奇斯 (1:05.57) · 艾瑪·麥基翁 (55.91) · 凯特·坎贝尔 (52.11) · 莫莉·奥卡拉汉a · 埃米莉·西博姆a · 布里安娜·思罗塞尔a | 3:51.60 OR   | 美国（USA） · 丽根·史密斯 (58.05) · 莉迪亞·雅各比 (1:05.03) · 托丽·赫斯克 (56.16) · 阿比·魏策尔 (52.49) · 艾丽卡·布朗a · 克莱尔·库赞a · 莉莉·金a · 瑞安·怀特a | 3:51.73    | 加拿大（CAN） · 凯莉·马斯 (57.90) · 悉妮·皮克雷姆 (1:07.17) · 玛格丽特·麦克尼尔 (55.27) · 佩妮·奥莱克夏克 (52.26) · 泰勒·拉克a · 凯拉·桑切斯a                                     | 3:52.60    |
| | |              | |            | |            |
| 10公里馬拉松 （詳細） | 安娜·玛赛拉·库尼亚 · 巴西（BRA） | 1:59:30.8    | 莎龙·范劳文达尔 · 荷兰（NED） | 1:59:31.7  | 卡里娜·李 · （AUS） | 1:59:32.5  |
| AF 非洲紀錄 \| AM 美洲紀錄 \| AS 亞洲紀錄 \| ER 歐洲紀錄 \| OC 大洋洲紀錄 \| OR 奧運紀錄 \| WR 世界紀錄 NR 國家/地區紀錄（本賽事所產生的任何世界紀錄必然為奧運、洲際和國家紀錄。洲際紀錄（大陸區域）也為國家/地區紀錄）。 | |              | |            | |            |

a  該運動員雖僅參加非決賽賽事，但仍獲得獎牌

### 混合
| 项目 | 金牌 | 金牌       | 银牌                                                                            | 银牌    | 铜牌 | 铜牌    |
| 4×100公尺混合式接力 （詳細） | 英国（GBR） · 凯瑟琳·道森 (58.80) · 亞當·佩蒂 (56.78) · 詹姆斯·蓋伊 (50.00) · 安娜·霍普金 (52.00) · 芙蕾雅·安德森a | 3:37.58 WR | 中国（CHN） · 徐嘉余 (52.56) · 闫子贝 (58.11) · 张雨霏 (55.48) · 杨浚瑄 (52.71) | 3:38.86 | （AUS） · 凯莉·麦基翁 (58.14) · 扎克·斯塔布利特-庫克 (58.82) · 马修·坦普尔 (50.26) · 艾瑪·麥基翁 (51.73) · 艾萨克·库珀a · 布里安娜·思罗塞尔a · 勃朗特·坎贝尔a | 3:38.95 |
| AF 非洲紀錄 \| AM 美洲紀錄 \| AS 亞洲紀錄 \| ER 歐洲紀錄 \| OC 大洋洲紀錄 \| OR 奧運紀錄 \| WR 世界紀錄 NR 國家/地區紀錄（本賽事所產生的任何世界紀錄必然為奧運、洲際和國家紀錄。洲際紀錄（大陸區域）也為國家/地區紀錄）。 | |            |                                                                                 |         | |         |

a  該運動員雖僅參加非決賽賽事，但仍獲得獎牌

## 桌球
| 項目              | 金牌                                 | 银牌                                                          | 铜牌                                       |
| 男子單打 （詳細） | 马龙 · 中国（CHN）                   | 樊振东 · 中国（CHN）                                          | 迪米特里·奥恰洛夫 · 德国（GER）            |
| 男子團體 （詳細） | 中国（CHN） · 樊振东 · 马龙 · 许昕   | 德国（GER） · 迪米特里·奥恰洛夫 · 派翠克·法蘭茲卡 · 蒂莫·波尔 | 日本（JPN） · 水谷隼 · 丹羽孝希 · 張本智和 |
| 女子單打 （詳細） | 陈梦 · 中国（CHN）                   | 孫穎莎 · 中国（CHN）                                          | 伊藤美誠 · 日本（JPN）                     |
| 女子團體 （詳細） | 中国（CHN） · 陈梦 · 孫穎莎 · 王曼昱 | 日本（JPN） · 伊藤美誠 · 石川佳純 · 平野美宇                  | 中国香港（HKG） · 杜凱琹 · 李皓晴 · 蘇慧音 |
| 混合雙打 （詳細） | 日本（JPN） · 水谷隼 · 伊藤美誠      | 中国（CHN） · 许昕 · 劉詩雯                                   | 中华台北（TPE） · 林昀儒 · 鄭怡靜          |

## 跆拳道

### 男子
| 項目                  | 金牌                                              | 银牌                                    | 铜牌                                                |
| 58公斤級 （詳細）     | 维托·德拉奎拉 · 意大利（ITA）                     | 穆罕默德·哈利勒·詹達比 · 突尼斯（TUN）  | 米哈伊爾·阿爾塔莫諾夫 · 俄罗斯奥林匹克委员会（ROC） |
| 58公斤級 （詳細）     | 维托·德拉奎拉 · 意大利（ITA）                     | 穆罕默德·哈利勒·詹達比 · 突尼斯（TUN）  | 張准 · 韩国（KOR）                                  |
| 68公斤級 （詳細）     | 烏盧格別克·拉希托夫 · （UZB）                     | 布拉德利·辛登 · 英国（GBR）             | 哈坎·雷茨貝爾 · 土耳其（TUR）                       |
| 68公斤級 （詳細）     | 烏盧格別克·拉希托夫 · （UZB）                     | 布拉德利·辛登 · 英国（GBR）             | 趙帥 · 中国（CHN）                                  |
| 80公斤級 （詳細）     | 馬克西姆·赫拉姆佐夫 · 俄罗斯奥林匹克委员会（ROC） | 薩利赫·夏拉巴提 · 约旦（JOR）           | 托尼·卡納特 · 克罗地亚（CRO）                       |
| 80公斤級 （詳細）     | 馬克西姆·赫拉姆佐夫 · 俄罗斯奥林匹克委员会（ROC） | 薩利赫·夏拉巴提 · 约旦（JOR）           | 賽義夫·伊薩 · 埃及（EGY）                           |
| 80公斤以上級 （詳細） | 弗拉迪斯拉夫·拉林 · 俄罗斯奥林匹克委员会（ROC）   | 德揚·格奧爾基耶夫斯基 · 北马其顿（MKD） | 印教敦 · 韩国（KOR）                                |
| 80公斤以上級 （詳細） | 弗拉迪斯拉夫·拉林 · 俄罗斯奥林匹克委员会（ROC）   | 德揚·格奧爾基耶夫斯基 · 北马其顿（MKD） | 拉斐尔·阿尔瓦 · 古巴（CUB）                         |

### 女子
| 項目                  | 金牌                                | 银牌                                          | 铜牌                                  |
| 49公斤級 （詳細）     | 帕妮帕·翁帕他那吉 · 泰国（THA）     | 阿德里安娜·塞雷索 · 西班牙（ESP）             | 阿維沙·森貝格 · 以色列（ISR）         |
| 49公斤級 （詳細）     | 帕妮帕·翁帕他那吉 · 泰国（THA）     | 阿德里安娜·塞雷索 · 西班牙（ESP）             | 蒂亞娜·波格丹諾維奇 · 塞尔维亚（SRB） |
| 57公斤級 （詳細）     | 阿纳斯塔西娅·佐洛蒂奇 · 美国（USA） | 塔蒂亞娜·米寧娜 · 俄罗斯奥林匹克委员会（ROC） | 羅嘉翎 · 中华台北（TPE）              |
| 57公斤級 （詳細）     | 阿纳斯塔西娅·佐洛蒂奇 · 美国（USA） | 塔蒂亞娜·米寧娜 · 俄罗斯奥林匹克委员会（ROC） | 哈蒂杰·屈布拉·伊尔金 · 土耳其（TUR）  |
| 67公斤級 （詳細）     | 马泰娅·耶利奇 · 克罗地亚（CRO）     | 勞倫·威廉斯 · 英国（GBR）                     | 露絲·巴比 · 科特迪瓦（CIV）           |
| 67公斤級 （詳細）     | 马泰娅·耶利奇 · 克罗地亚（CRO）     | 勞倫·威廉斯 · 英国（GBR）                     | 海達雅·馬拉克 · 埃及（EGY）           |
| 67公斤以上級 （詳細） | 米莉察·曼迪奇 · 塞尔维亚（SRB）     | 李多嫔 · 韩国（KOR）                          | 奥尔西娅·洛兰 · 法国（FRA）           |
| 67公斤以上級 （詳細） | 米莉察·曼迪奇 · 塞尔维亚（SRB）     | 李多嫔 · 韩国（KOR）                          | 比安卡·沃克登 · 英国（GBR）           |

## 網球
| 項目              | 金牌                                                                      | 银牌                                                            | 铜牌                                          |  |  |  |
| 男子單打 （詳細） | 亞历山大·兹韦列夫 · 德国（GER）                                           | 卡连·卡恰诺夫 · 俄罗斯奥林匹克委员会（ROC）                     | 巴勃罗·卡雷尼奥·布斯塔 · 西班牙（ESP）        |  |  |  |
| 男子雙打 （詳細） | 克罗地亚（CRO） · 尼克拉·梅克蒂奇 · 马特·帕维奇                           | 克罗地亚（CRO） · 马林·西里奇 · 伊万·多迪格                     | 新西兰（NZL） · 马库斯·丹尼尔 · 迈克尔·维纳斯 |  |  |  |
|                   |                                                                           |                                                                 |                                               |  |  |  |
| 女子單打 （詳細） | 贝琳达·本契奇 · 瑞士（SUI）                                               | 馬爾凱塔·万卓索娃 · 捷克（CZE）                                 | 伊莉娜·斯維托莉娜 · 乌克兰（UKR）             |  |  |  |
| 女子雙打 （詳細） | 捷克（CZE） · 巴博拉·克雷吉茨科娃 · 凯特琳娜·丝妮柯娃                     | 瑞士（SUI） · 贝琳达·本契奇 · 维多莉亚·格鲁比奇                 | 巴西（BRA） · 劳拉·皮戈西 · 路易莎·斯蒂凡尼   |  |  |  |
|                   |                                                                           |                                                                 |                                               |  |  |  |
| 混合雙打 （詳細） | 俄罗斯奥林匹克委员会（ROC） · 安娜斯塔西亚·帕夫柳琴科娃 · 安德烈·鲁布列夫 | 俄罗斯奥林匹克委员会（ROC） · 叶连娜·韦斯宁娜 · 阿斯兰·卡拉采夫 | （AUS） · 阿什莉·巴蒂 · 约翰·皮尔斯           |  |  |  |

## 鐵人三項
| 项目              | 金牌                                                                    | 金牌    | 银牌                                                                  | 银牌    | 铜牌                                                                          | 铜牌    |
| 男子個人 （詳細） | 克里斯蒂安·布卢门菲尔特 · 挪威（NOR）                                   | 1:45:04 | 余力生 · 英国（GBR）                                                  | 1:45:15 | 海登·怀尔德 · 新西兰（NZL）                                                   | 1:45:24 |
| 女子個人 （詳細） | 弗洛拉·達菲 · 百慕大（BER）                                             | 1:55:36 | 乔治娅·泰勒-布朗 · 英国（GBR）                                        | 1:56:50 | 凯蒂·扎费雷斯 · 美国（USA）                                                   | 1:57:03 |
| 混合接力 （詳細） | 英国（GBR） · 杰丝·利尔蒙思 · 乔纳森·布朗利 · 乔治娅·泰勒-布朗 · 余力生 | 1:23:41 | 美国（USA） · 凯蒂·扎费雷斯 · 凯文·麦克道尔 · 泰勒·尼布 · 摩根·皮尔逊 | 1:23:55 | 法国（FRA） · 莱奥妮·佩里奥 · 多里安·科南克斯 · 卡桑德尔·博格朗 · 樊尚·路易斯 | 1:24:04 |

## 排球
| 項目              | 金牌 | 银牌 | 铜牌 |  |  |  |
| 男子室内 （詳細） | 法国（FRA） · 斯蒂芬·布瓦耶 · 安托万·布里扎尔 · 达里尔·比尔托 · 巴泰勒米·欽尼耶澤 · 耶尼亞·格雷本尼科夫 · 尼古拉·勒戈夫 · 雅辛·卢阿蒂 · 埃爾文·恩加佩斯 · 让·帕特里 · 凱文·提列 · 本亚明·托纽蒂   | 俄罗斯奥林匹克委员会（ROC） · Denis Bogdan · 瓦倫丁·格魯貝夫 · Ivan Iakovlev · Egor Kliuka · Igor Kobzar · Ilyas Kurkaev · 馬克西姆·米哈伊洛夫 · Pavel Pankov · Viktor Poletaev · Yaroslav Podlesnykh · Dmitry Volkov · Artem Volvich                   | 阿根廷（ARG） · 马蒂亚斯·桑切斯 · 费德里科·佩雷拉 · 克里斯提安·波亞宏 · 法昆多·孔特 · 阿古斯丁·洛塞尔 · 圣地亚哥·达纳尼 · 塞瓦斯蒂安·索莱 · 布鲁诺·利马 · 埃塞基耶尔·帕拉西奥斯 · 卢西亚诺·德切科 · 尼古拉斯·门德斯 · 马丁·拉莫斯     |  |  |  |
| 女子室内 （詳細） | 美国（USA） · 乔丁·波尔特 · 黄美菁 · 乔丹·拉尔森 · 安德烈·德鲁斯 · 蜜雪儿·巴特-赫克利 · 弗鲁克·艾姬拉迪禾 · 哈赫·華盛頓 · 米夏·汉考克 · 乔丹·汤普森 · 金伯利·希尔 · 凯尔西·罗宾逊 · 基亚卡·奥博古 | 巴西（BRA） · 卡洛·蓋塔茲 · 羅薩馬利亞·蒙蒂貝勒 · 马克丽丝·卡内罗 · 加布里埃拉·桂马莱丝 · 安娜·卡洛琳娜·达·席尔瓦 · 费尔南达·加拉伊 · 卡米拉·布赖特 · 罗贝塔·拉兹克 · 娜塔莉亚·佩雷拉 · 安娜·克里斯蒂娜·德索萨 · 阿纳·比亚特丽斯·科雷亚 · 坦达拉·凯谢塔 | 塞尔维亚（SRB） · 碧安卡·布莎 · 米娜·波波维奇 · 瑪雅·奧珍洛域 · 米兰娜·拉西奇 · 希维娅·波波维奇 · 蒂雅娜·寶斯高域 · 博雅娜·米倫科維奇 · 斯拉贾娜·米尔科维奇 · 布蘭克莎·米赫露域 · 安娜·别利察 · 马娅·阿列克西奇 · 耶莱娜·布拉戈耶维奇 |  |  |  |
|                   | | | |  |  |  |
| 男子沙滩 （詳細） | 挪威（NOR） · 安德斯·莫爾 · 克里斯蒂安·索魯姆 | 俄罗斯奥林匹克委员会（ROC） · 维亚切斯拉夫·克拉西利尼科夫 · 奥列格·斯托亚诺夫斯基 | （QAT） · 舍里夫·尤諾斯 · 艾哈邁德·蒂揚 |  |  |  |
| 女子沙滩 （詳細） | 美国（USA） · 阿丽克斯·克林曼 · 阿普丽尔·罗斯 | （AUS） · 玛丽亚费·阿塔乔·德尔索拉尔 · 塔莉夸·克兰西 | 瑞士（SUI） · 约安娜·海德里希 · 阿努克·韦尔热-德普雷 |  |  |  |

## 水球
| 項目          | 金牌 | 银牌 | 铜牌 |
| 男子 （詳細） | 塞尔维亚（SRB） · 米兰·阿列克西奇 · 尼古拉·戴多維奇 · 菲利普·菲利波维奇 · 尼古拉·亚克希奇 · 乔尔杰·拉齐奇 · 杜尚·曼迪奇 · 布拉尼斯拉夫·米特罗维奇 · 斯特凡·米特罗维奇 · 杜什科·皮耶特洛维奇 · 戈伊科·皮耶特洛维奇 · 安德里亚·普尔拉伊诺维奇 · 萨瓦·兰杰洛维奇 · 斯特拉希尼亚·拉绍维奇 | 希腊（GRE） · 斯泰利亞諾斯·阿爾吉羅波洛斯 · 吉爾吉奧斯·德爾維希斯 · 伊安尼斯·福托里斯 · 康斯坦丁諾斯·加蘭伊季斯 · 康斯坦丁諾斯·彥尼都尼阿斯 · 康斯坦丁諾斯·哥維齊斯 · Marios Kapotsis · Christodoulos Kolomvos · Konstantinos Mourikis · Alexandros Papanastasiou · Dimitrios Skoumpakis · Angelos Vlachopoulos · Emmanouil Zerdevas | 匈牙利（HUN） · 翁焦尔·达尼埃尔 · 埃尔代伊·鲍拉日 · 哈劳伊·鲍拉日 · 霍什年斯基·诺贝特 · 扬希克·西拉德 · 曼赫茨·克里斯蒂安 · 迈泽伊·陶马什 · 纳吉·维克托 · 帕斯托尔·马加什 · 瓦莫什·马顿 · 沃尔高·德奈什 · 沃格尔·索玛 · 佐兰基·盖尔格 |
| 女子 （詳細） | 美国（USA） · 瑞秋·法塔尔 · 阿里娅·费希尔 · 麦肯齐·费希尔 · 凯莉·吉尔克里斯特 · 斯特凡尼娅·哈拉拉比季斯 · 佩奇·豪席尔德 · 阿什莉·约翰逊 · 阿曼达·朗根 · 玛迪·马塞尔曼 · 杰米·纽舒尔 · 梅利莎·塞德曼 · 玛吉·斯蒂芬斯 · 艾丽斯·威廉斯                                                   | 西班牙（ESP） · 玛塔·巴赫 · 安娜·埃什帕尔 · 克拉拉·埃什帕尔 · 劳拉·伊斯特 · 茱蒂丝·福尔卡 · 玛丽亚·德尔卡门·加西亚 · 伊雷妮·冈萨雷斯 · 保拉·莱顿 · 比阿特丽斯·奥尔蒂斯 · 皮莉·培尼亚 · 埃莱娜·鲁伊斯 · 埃莱娜·桑切斯 · 罗莎·塔拉戈                                                                                                   | 匈牙利（HUN） · 甘格尔·埃迪瑙 · 高尔道·克里斯蒂娜 · 古里萨蒂·格蕾塔 · 真哲希·奥妮科 · 伊雷什·翁瑙 · 凯斯特海伊·丽陶 · 莱梅特·多劳 · 毛焦里·奥尔道 · 丽贝卡·帕克斯 · 瑞班斯卡·娜塔莎 · 西拉吉·多萝焦 · 叙奇·高布丽埃洛 · 瓦伊·万达     |

## 舉重

### 男子
| 項目                   | 金牌                        | 金牌      | 银牌                                     | 银牌   | 铜牌                                         | 铜牌   |
| 61公斤級 （詳細）      | 李发彬 · 中国（CHN）        | 313 kg OR | 埃科·尤利·伊拉万 · 印度尼西亚（INA）     | 302 kg | 伊戈尔·孙 · （KAZ）                          | 294 kg |
| 67公斤級 （詳細）      | 谌利军 · 中国（CHN）        | 332 kg OR | 路易斯·哈维尔·莫斯克拉 · 哥伦比亚（COL） | 331 kg | 米尔科·赞尼 · 意大利（ITA）                  | 322 kg |
| 73公斤級 （詳細）      | 石智勇 · 中国（CHN）        | 364 kg WR | 胡利奥·马约拉 · 委内瑞拉（VEN）          | 346 kg | 拉赫马特·埃尔温·阿卜杜拉 · 印度尼西亚（INA） | 342 kg |
| 81公斤級 （詳細）      | 吕小军 · 中国（CHN）        | 374 kg OR | 萨卡里亚斯·博纳特 · （DOM）              | 367 kg | 安东尼诺·皮佐拉托 · 意大利（ITA）            | 365 kg |
| 96公斤級 （詳細）      | 法瑞斯·埃爾巴克 · （QAT）   | 402 kg OR | 克多马尔·巴列尼利亚 · 委内瑞拉（VEN）    | 387 kg | 安东·普列斯诺伊 · （GEO）                    | 387 kg |
| 109公斤級 （詳細）     | 阿克巴尔·朱拉耶夫 · （UZB） | 430 kg OR | 西蒙·马尔季罗相 · 亚美尼亚（ARM）        | 423 kg | 阿图尔斯·普莱斯尼克斯 · 拉脱维亚（LAT）      | 410 kg |
| 109公斤以上級 （詳細） | 拉沙·塔拉哈泽 · （GEO）     | 488 kg WR | 阿里·达乌迪 · 伊朗（IRI）                | 441 kg | 曼·阿萨德 · 叙利亚（SYR）                    | 424 kg |

### 女子
| 項目                  | 金牌                            | 金牌      | 银牌                               | 银牌   | 铜牌                                 | 铜牌   |
| 49公斤級 （詳細）     | 侯志慧 · 中国（CHN）            | 210 kg OR | 塞克霍姆·米拉拜·沙努 · 印度（IND） | 202 kg | 温迪·坎蒂卡·艾萨 · 印度尼西亚（INA） | 194 kg |
| 55公斤級 （詳細）     | 海迪琳·迪亚兹 · 菲律宾（PHI）   | 224 kg OR | 廖秋云 · 中国（CHN）               | 223 kg | 赵常玲 (祖尔菲亚·钦尚洛) · （KAZ）   | 213 kg |
| 59公斤級 （詳細）     | 郭婞淳 · 中华台北（TPE）        | 236 kg OR | 波琳娜·古里耶娃 · （TKM）          | 217 kg | 安藤美希子 · 日本（JPN）             | 214 kg |
| 64公斤級 （詳細）     | 莫德·沙朗 · 加拿大（CAN）       | 236 kg    | 焦尔贾·博尔迪尼翁 · 意大利（ITA）  | 232 kg | 陳玟卉 · 中华台北（TPE）             | 230 kg |
| 76公斤級 （詳細）     | 内西·达霍梅斯 · 厄瓜多尔（ECU） | 263 kg    | 凯瑟琳·奈 · 美国（USA）            | 249 kg | 阿雷米·富恩特斯 · 墨西哥（MEX）      | 245 kg |
| 87公斤級 （詳細）     | 汪周雨 · 中国（CHN）            | 270 kg    | 塔玛拉·萨拉萨尔 · 厄瓜多尔（ECU）  | 263 kg | 克丽斯梅里·桑塔纳 · （DOM）          | 256 kg |
| 87公斤以上級 （詳細） | 李雯雯 · 中国（CHN）            | 320 kg OR | 埃米莉·坎贝尔 · 英国（GBR）        | 283 kg | 萨拉·罗布尔斯 · 美国（USA）          | 282 kg |

## 角力

### 男子自由式
| 項目               | 金牌                                                    | 银牌                                            | 铜牌                                              |
| 57公斤級 （詳細）  | 绍尔·乌古耶夫 · 俄罗斯奥林匹克委员会（ROC）             | 拉維·庫馬爾·黛希雅 · 印度（IND）                | 努里斯兰·萨纳耶夫 · （KAZ）                       |
| 57公斤級 （詳細）  | 绍尔·乌古耶夫 · 俄罗斯奥林匹克委员会（ROC）             | 拉維·庫馬爾·黛希雅 · 印度（IND）                | 托马斯·吉尔曼 · 美国（USA）                       |
| 65公斤級 （詳細）  | 乙黑拓斗 · 日本（JPN）                                  | 哈吉·阿利耶夫 · 阿塞拜疆（AZE）                 | 加吉穆拉德·拉希多夫 · 俄罗斯奥林匹克委员会（ROC） |
| 65公斤級 （詳細）  | 乙黑拓斗 · 日本（JPN）                                  | 哈吉·阿利耶夫 · 阿塞拜疆（AZE）                 | 巴杰朗·普尼亚 · 印度（IND）                       |
| 74公斤級 （詳細）  | 扎乌尔別克·西达科夫 · 俄罗斯奥林匹克委员会（ROC）       | 马戈梅德哈比布·卡季马戈梅多夫 · 白俄罗斯（BLR） | 凯尔·戴克 · 美国（USA）                           |
| 74公斤級 （詳細）  | 扎乌尔別克·西达科夫 · 俄罗斯奥林匹克委员会（ROC）       | 马戈梅德哈比布·卡季马戈梅多夫 · 白俄罗斯（BLR） | 别克佐德·阿布杜拉赫莫诺夫 · （UZB）               |
| 86公斤級 （詳細）  | 戴维·泰勒 · 美国（USA）                                 | 哈桑·雅茲丹尼 · 伊朗（IRI）                     | 阿尔图尔·奈福诺夫 · 俄罗斯奥林匹克委员会（ROC）   |
| 86公斤級 （詳細）  | 戴维·泰勒 · 美国（USA）                                 | 哈桑·雅茲丹尼 · 伊朗（IRI）                     | 迈尔斯·阿明 · 圣马力诺（SMR）                     |
| 97公斤級 （詳細）  | 阿布杜勒拉希德·萨杜拉耶夫 · 俄罗斯奥林匹克委员会（ROC） | 凯尔·斯奈德 · 美国（USA）                       | 雷内里斯·萨拉斯 · 古巴（CUB）                     |
| 97公斤級 （詳細）  | 阿布杜勒拉希德·萨杜拉耶夫 · 俄罗斯奥林匹克委员会（ROC） | 凯尔·斯奈德 · 美国（USA）                       | 阿夫拉姆·孔涅多 · 意大利（ITA）                   |
| 125公斤級 （詳細） | 盖布尔·斯蒂夫森 · 美国（USA）                           | 格诺·彼得里阿什维利 · （GEO）                   | 阿米尔·侯赛因·扎雷 · 伊朗（IRI）                  |
| 125公斤級 （詳細） | 盖布尔·斯蒂夫森 · 美国（USA）                           | 格诺·彼得里阿什维利 · （GEO）                   | 塔哈·阿克居尔 · 土耳其（TUR）                     |

### 男子希羅式
| 項目               | 金牌                                          | 银牌                                  | 铜牌                                          |
| 60公斤級 （詳細）  | 路易斯·奥尔塔 · 古巴（CUB）                   | 文田健一郎 · 日本（JPN）              | 瓦里汗·赛里克 · 中国（CHN）                   |
| 60公斤級 （詳細）  | 路易斯·奥尔塔 · 古巴（CUB）                   | 文田健一郎 · 日本（JPN）              | 谢尔盖·叶梅林 · 俄罗斯奥林匹克委员会（ROC）   |
| 67公斤級 （詳細）  | 穆罕默德·礼萨·盖拉伊 · 伊朗（IRI）            | 帕尔维兹·纳西博夫 · 乌克兰（UKR）     | 弗兰克·施特布勒 · 德国（GER）                 |
| 67公斤級 （詳細）  | 穆罕默德·礼萨·盖拉伊 · 伊朗（IRI）            | 帕尔维兹·纳西博夫 · 乌克兰（UKR）     | 穆罕默德·易卜拉欣·赛义德 · 埃及（EGY）        |
| 77公斤級 （詳細）  | 勒林茨·陶马什 · 匈牙利（HUN）                 | 阿克若勒·马赫穆多夫 · （KGZ）         | 屋比久翔平 · 日本（JPN）                      |
| 77公斤級 （詳細）  | 勒林茨·陶马什 · 匈牙利（HUN）                 | 阿克若勒·马赫穆多夫 · （KGZ）         | 拉菲克·侯赛因诺夫 · 阿塞拜疆（AZE）           |
| 87公斤級 （詳細）  | 让·贝列纽克 · 乌克兰（UKR）                   | 勒林茨·维克托 · 匈牙利（HUN）         | 丹尼斯·库德拉 · 德国（GER）                   |
| 87公斤級 （詳細）  | 让·贝列纽克 · 乌克兰（UKR）                   | 勒林茨·维克托 · 匈牙利（HUN）         | 祖拉布·达图纳什维利 · 塞尔维亚（SRB）         |
| 97公斤級 （詳細）  | 穆萨·叶夫洛耶夫 · 俄罗斯奥林匹克委员会（ROC） | 阿圖爾·阿列克薩尼揚 · 亚美尼亚（ARM） | 塔德乌什·米哈利克 · 波兰（POL）               |
| 97公斤級 （詳細）  | 穆萨·叶夫洛耶夫 · 俄罗斯奥林匹克委员会（ROC） | 阿圖爾·阿列克薩尼揚 · 亚美尼亚（ARM） | 穆罕默德·哈迪·萨拉维 · 伊朗（IRI）            |
| 130公斤級 （詳細） | 米哈因·洛佩斯 · 古巴（CUB）                   | 亞科布·卡贾亞 · （GEO）               | 勒扎·卡亚阿尔普 · 土耳其（TUR）               |
| 130公斤級 （詳細） | 米哈因·洛佩斯 · 古巴（CUB）                   | 亞科布·卡贾亞 · （GEO）               | 谢尔盖·谢苗诺夫 · 俄罗斯奥林匹克委员会（ROC） |

### 女子自由式
| 項目              | 金牌                         | 银牌                                | 铜牌                                    |
| 50公斤級 （詳細） | 须崎优衣 · 日本（JPN）       | 孙亚楠 · 中国（CHN）                | 玛丽亚·斯塔德尼克 · 阿塞拜疆（AZE）     |
| 50公斤級 （詳細） | 须崎优衣 · 日本（JPN）       | 孙亚楠 · 中国（CHN）                | 萨拉·希尔德布兰特 · 美国（USA）         |
| 53公斤級 （詳細） | 向田真优 · 日本（JPN）       | 庞倩玉 · 中国（CHN）                | 娃涅萨·卡拉济恩斯卡娅 · 白俄罗斯（BLR） |
| 53公斤級 （詳細） | 向田真优 · 日本（JPN）       | 庞倩玉 · 中国（CHN）                | 巴特-奥其尔·包洛尔图娅 · 蒙古（MGL）    |
| 57公斤級 （詳細） | 川井梨紗子 · 日本（JPN）     | 伊里娜·库拉奇基娜 · 白俄罗斯（BLR） | 海伦·马洛里斯 · 美国（USA）             |
| 57公斤級 （詳細） | 川井梨紗子 · 日本（JPN）     | 伊里娜·库拉奇基娜 · 白俄罗斯（BLR） | 埃韦利娜·尼科洛娃 · 保加利亚（BUL）     |
| 62公斤級 （詳細） | 川井友香子 · 日本（JPN）     | 艾苏卢·特尼别科娃 · （KGZ）         | 伊琳娜·科利亚坚科 · 乌克兰（UKR）       |
| 62公斤級 （詳細） | 川井友香子 · 日本（JPN）     | 艾苏卢·特尼别科娃 · （KGZ）         | 黛别·尤谢因 · 保加利亚（BUL）           |
| 68公斤級 （詳細） | 塔米拉·门萨 · 美国（USA）    | 布莱辛·奥布鲁度度 · 尼日利亚（NGR） | 阿拉·切尔卡索娃 · 乌克兰（UKR）         |
| 68公斤級 （詳細） | 塔米拉·门萨 · 美国（USA）    | 布莱辛·奥布鲁度度 · 尼日利亚（NGR） | 梅里姆·茹马纳扎罗娃 · （KGZ）           |
| 76公斤級 （詳細） | 阿琳·罗特-福肯 · 德国（GER） | 阿德琳·格雷 · 美国（USA）           | 娅塞明·阿达尔 · 土耳其（TUR）           |
| 76公斤級 （詳細） | 阿琳·罗特-福肯 · 德国（GER） | 阿德琳·格雷 · 美国（USA）           | 周倩 · 中国（CHN）                      |